# Liste der Kulturdenkmale in Kubschütz
In der Liste der Kulturdenkmale in Kubschütz sind die Kulturdenkmale der sächsischen Gemeinde Kubschütz verzeichnet, die bis September 2024 vom Landesamt für Denkmalpflege Sachsen erfasst wurden (ohne archäologische Kulturdenkmale). Die Anmerkungen sind zu beachten.
Diese Liste ist eine Teilliste der Liste der Kulturdenkmale im Landkreis Bautzen.

## Kubschütz
| Bild                                    | Bezeichnung                                           | Lage                             | Datierung                                                                                          | Beschreibung | ID       |
| --------------------------------------- | ----------------------------------------------------- | -------------------------------- | -------------------------------------------------------------------------------------------------- | --- | -------- |
| Direkt Bild zu diesem Denkmal hochladen | Gasthof und Ausspanne sowie zugehöriges Seitengebäude | Alte Löbauer Straße 4, 6 (Karte) | Bezeichnet mit 1831 (Gasthof); um 1850 (Seitengebäude)                                             | Zu Dreiseithof gehörend, baugeschichtlich und ortsgeschichtlich von Bedeutung. - Gasthof (Nummer 4): zweistöckig, Krüppelwalmdach mit Dachpfannen - Seitengebäude (Nummer 4a, 6): verputzter Bruchsteinbau | 09251236 |
| Direkt Bild zu diesem Denkmal hochladen | Wohnhaus, Scheune und Seitengebäude eines Bauernhofes | Mittelweg 3 (Karte)              | Bezeichnet mit 1870 (Wohnhaus); bezeichnet mit 1886 (Seitengebäude); bezeichnet mit 1871 (Scheune) | Mit hohem Authentizitätsgrad, baugeschichtlicher Wert und wichtiger Bestandteil des Ortsbildes und der Ortsgeschichte. Weiträumige Hofanlage mit drei Gebäuden und Toreinfahrt-Flachbogen und drei Pfeiler (Granit mit pyramidalen Aufsätzen), stattliche massive Bruchsteinbauten, Wohnhaus (bezeichnet mit „J.P. 1870“) zweigeschossig mit Drempel, Scheune mit vier Toröffnungen (bezeichnet mit „J.P. 1871“), Stallgebäude mit drei Toröffnungen (bezeichnet mit „J.P.1886“). - Wohnhaus: stattlicher Baukörper mit ausgewogenen Proportionen, zweigeschossig mit Drempel, Bezeichnung/Datierung in kleiner Tafel über linkem Granitportal, Satteldach mit Biberschwanzdeckung - Scheune: verputzter Bruchsteinbau, über Erdgeschoss liegende Lüftungsfenster des Drempels, mittig zwei Segmentbogentore mit hölzernen Flügeln, rechts- und linksseitig jeweils ein kleineres Segmentbogentor, auch zweiflügelige Holztore, Bezeichnung in Tafel an Fassadenmitte zwischen beiden großen Toren, Satteldach mit Biberschwanzdeckung - Stallgebäude: zweigeschossig, Erdgeschoss verputzt, Obergeschoss Bruchstein sichtbar, ebenfalls wohlproportionierte Fassade, drei große Segmentbogentore mit zweiflügeligen Holztoren, Stallfenster mit Granitgewänden, Bezeichnung in Tafel über linkem Tor, Satteldach mit Schieferdeckung Insgesamt schöne, in ihrer Struktur und äußerem Erscheinungsbild der Einzelbauten erhaltene Anlage, Wohnhaus bereits saniert. Aufnahme auf Anregung des Landratsamts Bautzen. | 09279087 |
| Direkt Bild zu diesem Denkmal hochladen | Altes Müllerwappen                                    | Zur Alten Bäckerei 5a (Karte)    | Bezeichnet mit 1876                                                                                | Orts- und sozialgeschichtlich von Bedeutung, fälschlicherweise unter Bahnhofstraße 5a erfasst | 09251241 |

## Baschütz
| Bild                                    | Bezeichnung | Lage                                                 | Datierung           | Beschreibung | ID       |
| --------------------------------------- | --- | ---------------------------------------------------- | ------------------- | --- | -------- |
| Direkt Bild zu diesem Denkmal hochladen | Wegestein | (am Ortsausgang nach Kreckwitz) (Karte)              | 19. Jahrhundert     | Verkehrsgeschichtlich von Bedeutung, schlanke monolithische Granitsäule mit abgefasten Kanten und Beschriftung (Ortsangaben) im oberen Fünftel. Anmerkung: der Stein ist im Dokument des Denkmalamtes etwa 200m zu weit nördlich verortet; kurioserweise wird hier in der Liste als Standort das Gefallenendenkmal angegeben. | 09251348 |
|                                         | Denkmal für die Gefallenen des Ersten Weltkrieges | Hauptstraße (Ecke Kreckwitzer Straße) (Karte)        | Nach 1918           | Ortsgeschichtlich von Bedeutung | 09251346 |
| Direkt Bild zu diesem Denkmal hochladen | Rittergut Baschütz (Sachgesamtheit) | Hauptstraße 9, 11, 13 (Kreckwitzer Straße 1) (Karte) | Um 1880             | Sachgesamtheit ehemaliges Rittergut Baschütz mit folgenden Einzeldenkmalen: Herrenhaus (Hauptstraße 11) einschließlich seitlich angebauter Mauer und zwei gemauerte Pfosten mit geschweiften Aufsätzen als Einfriedung (siehe 09300874) und folgenden Sachgesamtheitsteilen: zwei Wirtschaftsgebäude (Hauptstraße 9 und 13), Gutsscheune (Kreckwitzer Straße 1) und schmiedeeisernes Tor zwischen Wirtschaftsgebäude und Scheune; baugeschichtlich und ortsgeschichtlich von Bedeutung. Drei Wirtschaftsgebäude, rechts und links das Herrenhaus rechtwinklig flankierende Gebäude zweigeschossig mit segmentbogig abgeschlossenen Fenstern in Erdgeschoss und Obergeschoss, ehemals große segmentbogig abgeschlossene Toröffnung, jetzt geschlossen (vermauert), Satteldächer (zurzeit Blecheindeckung), gegenüber dem Herrenhaus gelegenes Gebäude ohne hintere Anbauten ist ehemalige Scheune mit vier zugesetzten ehemaligen segmentbogigen Toröffnungen, Öffnungen alle mit Klinkerzierfries gerahmt, eingeschossiger Baukörper, aber insgesamt gleich hoch wie beide Nachbargebäude. Schauer in Hofmitte ist Störelement, betonierte Hoffläche. | 09251509 |
|                                         | Herrenhaus einschließlich seitlich angebauter Mauer und zwei gemauerte Pfosten mit geschweiften Aufsätzen als Einfriedung (Einzeldenkmal zu ID-Nr. 09251509); | Hauptstraße 11 (Karte)                               | Um 1880             | Einzeldenkmale der Sachgesamtheit Rittergut Baschütz; baugeschichtlich und ortsgeschichtlich von Bedeutung. Repräsentativer Putzbau, um 1880, mit reicher Fassadengliederung, Satteldach, der kräftige Dachreiter mit kuppelförmigem Helmdach, Laterne und Welscher Haube. Haupteingang betont durch Mittelrisalit und offene Eingangshalle mit halbrundem Dach und Mittelsäule. Zur Gartenseite Pavillon mit Freitreppe und Rundbogenfenstern, im Obergeschoss Engelfiguren und Eckpyramiden. | 09300874 |
| Direkt Bild zu diesem Denkmal hochladen | Wohnstallhaus mit Oberlaube | Hauptstraße 23 (Karte)                               | 18. Jahrhundert     | Baugeschichtlich von Bedeutung, Erdgeschoss Bruchsteinmauerwerk, teilweise Ziegel, originale Winterfenster, erstes Obergeschoss Fachwerk, teilweise verputzt, sehr kleine Fenster, über Stallbereich hervorkragender Baukörper, spitzes Satteldach mit einfacher Biberschwanzdeckung, im Giebel Fachwerk, mit Oberlaube, weitgehend authentisch | 09251318 |
| Direkt Bild zu diesem Denkmal hochladen | Wohnstallhaus | Hauptstraße 25 (Karte)                               | Um 1850             | Baugeschichtliche Bedeutung | 09301158 |
|                                         | Wohnstallhaus eines Zweiseithofes | Hauptstraße 29 (Karte)                               | Bezeichnet mit 1897 | Baugeschichtlich von Bedeutung. Erdgeschoss Bruchsteinmauerwerk, Granitgewände teilweise noch vorhanden, erstes Obergeschoss Fachwerk, teilweise mit Lehmausfachung, wenig mit Ziegeln ausgesetzt, spitzes Satteldach mit einfacher Biberschwanzdeckung, Giebel verbrettert. Bei Objektbesichtigung am 18. Oktober 2006 festgestellt: sehr desolater Bauzustand. | 09251254 |

## Blösa
| Bild                                    | Bezeichnung | Lage                                          | Datierung | Beschreibung | ID       |
| --------------------------------------- | --- | --------------------------------------------- | --- | --- | -------- |
|                                         | Wegestein | (Ortseingang nach Blösa von Rieschen) (Karte) | 19. Jahrhundert | Verkehrsgeschichtlich von Bedeutung, monolithische Granitsäule auf quadratischem Grundriss, Sockel bezeichnet mit 1845, darüber Schaft mit abgefasten Kanten, vorkragendem Kopfteil und abgerundetem oberen Abschluss, Seitenflächen des Kopfteils mit Orts- und Kilometerangaben nach Rieschen, Soritz, Kubschütz (mit entsprechenden Richtungsweisern) bemalt | 09251906 |
| Weitere Bilder                          | Schanze mit Gedenkstein | (im Wald, Flurstück 37) (Karte)               | Bezeichnet mit 1847 | Sandstein mit verwitterten Inschriften auf allen vier Seiten, von Bruchstein-Trockenmauer zum Hang und seitlich gerahmt, ortsgeschichtlich von Bedeutung, Gedenkstein steht auf zweifach abgetrepptem Granitsockel, hat oberen zeltartigen (pyramidalen) Abschluss, Gedenkstein selbst mit profiliertem Fuß, Text schwer zu entziffern („...den 6. Juli 1847“) | 09251927 |
| Direkt Bild zu diesem Denkmal hochladen | Böschungsstein mit Bezeichnung 1834 an neuer Brücke | Blösa (Flurstück 5) (Karte)                   | Bezeichnet mit 1834 | Granit, ortsgeschichtlicher Wert, längsrechteckiger monolithischer Granitstein | 09301164 |
|                                         | Gut Blösa (Sachgesamtheit) | Blösa 1 (Karte)                               | 18. Jahrhundert (Wirtschaftsgebäude); bezeichnet mit 1737 (Wirtschaftsgebäude); Stein bezeichnet mit 1706?, 1876, 1935 (Grundstückseinfassung) | Sachgesamtheit Gut Blösa mit folgenden Einzeldenkmalen: Gutshaus und Durchfahrtsscheune (siehe Obj. 09301160) und folgenden Sachgesamtheitsteilen: ehemaliges Wirtschaftsgebäude (Stallscheune), weiteres Wirtschaftsgebäude im rechten Winkel sowie Grundstückseinfriedung mit drei Steinen in der Mauer; baugeschichtlich und ortsgeschichtlich von Bedeutung [Störelemente: zweigeschossiger Schuppen neben Durchfahrtsscheune und daran angebaute eingeschossige Garage]. Ein Wirtschaftsgebäude bezeichnet mit „H.W. 1737“, drei Steine in der Mauer bezeichnet mit 1876, bezeichnet mit 1935 und bezeichnet mit 1706 (?) | 09251926 |
| Direkt Bild zu diesem Denkmal hochladen | Gutshaus (Einzeldenkmal zu ID-Nr. 09251926) | Blösa 1 (Karte)                               | Bezeichnet mit 1757 | Einzeldenkmal der Sachgesamtheit Gut Blösa; baugeschichtlich und ortsgeschichtlich von Bedeutung, zweigeschossig, mit einfacher Fassadengliederung, verputzt, Portal mit Schlussstein, Satteldach mit einfacher Biberschwanzdachdeckung, innen Kreuzgewölbe, sehr dicke Mauern, bezeichnet mit „1757 HS.“ im Granittürstock | 09301160 |
| Direkt Bild zu diesem Denkmal hochladen | Durchfahrtsscheune (Einzeldenkmal zu ID-Nr. 09251926) | Blösa 1 (Karte)                               | Bezeichnet mit 1755 | Einzeldenkmal der Sachgesamtheit Gut Blösa; baugeschichtlich und ortsgeschichtlich von Bedeutung, Scheune mit Einfahrt in den Hof, Rundbogen, zweigeschossig, Bruchsteinmauerwerk, schießschartenartige Fensteröffnungen, sehr breite rundbogige Holztore, Satteldach mit einfacher Biberschwanzdachdeckung, bezeichnet mit „H. 1755 S.“ und „18. AK. 77“ | 09301160 |
| Weitere Bilder                          | Mittelmühle; Mühlenstein der ehemaligen Knochenstampfe mit 5 Mahllöchern | Blösa 12 (bei), 14 (bei) (Karte)              | Bezeichnet mit 1748 | Bezeichnet mit „AR D Z4D MK 1748“, technikgeschichtlich von Bedeutung, authentisches Detail der ehemaligen Mühle von hohem historischen Zeugniswert | 09301162 |
|                                         | Wohnhaus und rechtwinklig angebaute Steinscheune, straßenbegleitende Stützmauer (Bruchstein) und Mauer der Grundstückseinfriedung | Blösa 14 (Karte)                              | 18. Jahrhundert | Wohnhaus Obergeschoss Fachwerk verschiefert (englischer Schiefer), ortsbildprägend von Bedeutung | 09253687 |
| Direkt Bild zu diesem Denkmal hochladen | Erdkeller | Blösa 14 (bei) (Karte)                        | 19. Jahrhundert | Naturstein, sozialgeschichtlich von Bedeutung, im Hang platzierter Eingang zu einem Erdkeller, der vermutlich der ehemaligen Vorratshaltung diente | 09301161 |
| Direkt Bild zu diesem Denkmal hochladen | Wohnstallhaus | Blösa 18 (Karte)                              | Um 1850 | Obergeschoss vermutlich Fachwerk, verputzt, hoher Authentizitätsgrad, baugeschichtlich von Bedeutung, originaler Zustand, Fassade verputzt, Mittelbetonung durch relativ hohe Eingangstür, originale Fenster in Erdgeschoss und erstem Obergeschoss (im ersten Obergeschoss sehr kleine Fenster), Baukörper im ersten Obergeschoss gewölbt, nach vorn geneigt, Satteldach (nach hinten Schleppdach), Wellblech | 09251925 |
| Direkt Bild zu diesem Denkmal hochladen | Wohnhaus und rechtwinklige Holzscheune | Blösa 19 (Karte)                              | Im Sturz bezeichnet mit 1850 | Wohnhaus Obergeschoss Fachwerk verputzt, baugeschichtlich und ortsbildprägend von Bedeutung, weitgehend authentische Bauten mit originaler Kubatur und Proportionen, durchaus aussagekräftige Zeugnisse der historischen Hauslandschaft des Ortes | 09301163 |
| Weitere Bilder                          | Niedermühle (ehemals); Gasthof Blösa (ehemals); Mühlengebäude, zwei Mühlsteine, Steindeckerbrücke, zwei Portale des ehemaligen Gasthofes sowie talwärts stehendes Seitengebäude und gegenüber dem Mühlengebäude gelegene Bruchsteinmauer | Blösa 24 (Karte)                              | Bezeichnet mit 1840 | Bau- und ortsgeschichtliche Bedeutung sowie wichtig für das Ortsbild, talwärts stehendes hohes Seitengebäude mit Fachwerk-Obergeschoss. Hochaufragendes Gebäude in Hanglage, Bruchsteinmauerwerk (zwischen 8 und 10 m) mit schießschartenartigen Öffnungen, darüber Wohnbereich mit Fachwerk, jeweils zwei kleine Fenster, Krüppelwalm mit einfacher Biberschwanzdachdeckung. An das Gebäude anschließend Bruchsteinmauer mit Rundbogen, im Fenstergewände bezeichnet. Steindeckerbrücke über den Bach bestehend aus zwei Steinen. Am Gebäude außen hochführende Steintreppe, Reste des Mühlgrabens und der Radkammer erhalten. Zwei Portale (Korbbogenportal) am ehemaligen Gasthof. Im Tal stehendes Seitengebäude ehemaliger Pferdestall, Obergeschoss Fachwerk, Erdgeschoss massiv (Bruchstein) und große korbbogige Öffnung (jetzt Tür), Krüppelwalmdach. | 09251904 |

## Canitz-Christina
| Bild                                    | Bezeichnung                                                              | Lage                                      | Datierung                 | Beschreibung | ID       |
| --------------------------------------- | ------------------------------------------------------------------------ | ----------------------------------------- | ------------------------- | --- | -------- |
|                                         | Wegestein                                                                | (Ortseingang, von Waditz kommend) (Karte) | 19. Jahrhundert           | Verkehrsgeschichtlich von Bedeutung, zum Zeitpunkt der Erfassung teilweise eingegrabene monolithische Granitsäule, Schaft mit abgefasten Kanten, Kopf mit pyramidalem Abschluss, seitlich aufgebrachte Beschriftungen: Baschütz, Kumschütz, Waditz (mit entsprechenden Distanzangaben und Richtungsweisern) | 09251915 |
| Direkt Bild zu diesem Denkmal hochladen | Wohnhaus, Seitengebäude und Scheune eines Dreiseithofes, mit Toreinfahrt | Canitz-Christina 2 (Karte)                | 2. Hälfte 19. Jahrhundert | In seiner Struktur erhaltene Anlage, baugeschichtlich und wirtschaftsgeschichtlich von Bedeutung, stattliches Wohngebäude mit Stallungen, Mittelrisalit mit Turmhäuschen, darauf weiß-roter Wetterhahn, zweigeschossig, Satteldach mit einfacher Biberschwanzdachdeckung, Vorhäuschen, massive Scheune mit rundbogigen Toren, zweigeschossig, Satteldach mit einfacher Biberschwanzdeckung, im Wohnteil über den Fenstern Vorhangbögen                           | 09251918 |
| Direkt Bild zu diesem Denkmal hochladen | Wohnstallhaus                                                            | Canitz-Christina 7 (Karte)                | Bezeichnet mit 1807       | Mit hölzernem Aufgang, baugeschichtlich von Bedeutung, Erdgeschoss Bruchstein, zum Teil ausgemauert, erstes Obergeschoss Fachwerk mit Lehmstaken, Giebel verbrettert, originale Holzfenster mit hölzernen Fenstergewänden, kleines Korbbogenportal mit Schlussstein, hohes Satteldach mit einfacher Biberschwanzdachdeckung | 09251916 |
| Direkt Bild zu diesem Denkmal hochladen | Wohnstallhaus und Scheune eines Zweiseithofes                            | Canitz-Christina 14 (Karte)               | Um 1790                   | Putzbauten, baugeschichtlich und wirtschaftsgeschichtlich von Bedeutung. - Wohnstallhaus: schmales Gebäude mit sehr kleinen Fenstern, Fassade verputzt, Krüppelwalm mit einfacher Biberschwanzdachdeckung - Scheune: mit Satteldach, Fledermausgaupen und einfacher Biberschwanzdachdeckung, an Scheune angeschlossener Felsenkeller | 09251917 |
|                                         | Wegestein                                                                | Canitz-Christina 16 (gegenüber) (Karte)   | Bezeichnet mit 1836       | Verkehrsgeschichtlich von Bedeutung, sehr hohe monolithische Wegesäule (etwa 2,50-3 m / aus Granit), mit Sockel (annähernd quadratischer Grundriss), darüber Schaft mit stark abgefasten Kanten sowie vorkragender Kopf mit leicht gerundetem Abschluss, auf den Seitenflächen des Kopfes Inschriften: Datierung (bezeichnet 1836) und Ortshinweis „Baschütz“, Beschriftungen Kumschütz, Waditz, Baschütz mit entsprechenden Distanzangaben und Richtungspfeilen | 09252180 |

## Daranitz
| Bild                                    | Bezeichnung                                                 | Lage                | Datierung           | Beschreibung | ID       |
| --------------------------------------- | ----------------------------------------------------------- | ------------------- | ------------------- | --- | -------- |
| Direkt Bild zu diesem Denkmal hochladen | Wohnhaus, Scheune im rechten Winkel mit Anbau und Steintrog | Am Anger 12 (Karte) | Bezeichnet mit 1853 | Wohnhaus Obergeschoss Fachwerk, Scheune Putzbau mit Drempel, baugeschichtlich und wirtschaftsgeschichtlich von Bedeutung, originale Fenster, originale Fenster- und Türgewände, zwei korbbogige Toröffnungen in Scheune, Granitgewände, Steintrog aus Granit | 09251505 |

## Döhlen
| Bild                                    | Bezeichnung | Lage                                                 | Datierung                          | Beschreibung | ID       |
| --------------------------------------- | --- | ---------------------------------------------------- | ---------------------------------- | --- | -------- |
|                                         | Steindeckerbrücke | Döhlen 6 (bei) (Karte)                               | 19. Jahrhundert                    | Durchlauf, Granit, darüber mehrere Lagen gemauert, baugeschichtlich von Bedeutung | 09301165 |
|                                         | Wohnstallhaus (Umgebinde) mit hinterem Anbau | Döhlen 8 (Karte)                                     | 1786                               | Obergeschoss Fachwerk verbrettert, wegen seines Authentizitätsgrades baugeschichtlich von Bedeutung, Erdgeschoss verputzt, außer Vorbau originale Fenstergrößen, Umgebinde am Anbau links 2/3/-, erstes Obergeschoss verbrettert, originale Fenster, Verzierungen unter Fenstern auf Holzverkleidung, sehr steiles, großes Satteldach, leicht überkragend, Schieferdeckung, verbretterter Giebel. | 09251968 |
|                                         | Sonnenhof; Wohnstallhaus und Stall-Scheunen-Gebäude sowie Toreinfahrt eines Zweiseithofes | Döhlen 11 (an der S 110 in Richtung Rachlau) (Karte) | 2. Hälfte 19. Jahrhundert          | Baugeschichtlich und landschaftsgestaltend von Bedeutung, stattliches massives Wohnstallhaus (zweigeschossig mit Drempel), Satteldach, historische Kubatur und Proportionen erhalten, rückseitiger Anbau mit Ausrichtung zur Hofeinfahrt hin, Hofeinfahrt markiert durch zwei aus Natursteinmauerwerk bestehende Pfeiler mit pyramidalem Aufsatz, großes Stall-Scheunen-Gebäude parallel zum Wohnstallhaus mit steinsichtig belassener Fassade und vergleichsweise hohem Dach, historische Kubatur und Proportionen ebenfalls erhalten | 09302521 |
|                                         | Wohnstallhaus (Umgebinde) und Scheunenanbau | Döhlen 15 (Karte)                                    | Um 1620 Kernbebauung; um 1790/1820 | Zu großen Teilen original erhalten, baugeschichtlich und hausgeschichtlich von Bedeutung, Erdgeschoss Bruchsteinmauerwerk, originale Fenster mit hölzerner Dreiecksbekrönung, einfaches Granitgewände an Eingangstür, Stallteil neben Tür hervorkragend, darüber ehemals Laube, im Erdgeschoss Umgebinde links 2/2/2, erstes Obergeschoss Fachwerk mit Lehmausfachung, Satteldach, Giebel verbrettert, zum Teil abgebrochenes Obergeschoss, Erdgeschoss als Garage genutzt, mit Flachdach versehen                                     | 09251967 |
|                                         | Garteneinfriedungsmauer | Döhlen 16 (bei) (Karte)                              | Steinquader bezeichnet mit 1743    | Mauer aus Granitquadern, bezeichnet mit „H 1743 L“, ortsbildprägend von Bedeutung | 09301168 |
|                                         | 4 Durchsteck-Granitpfosten der Einfriedung | Döhlen 16 (bei) (Karte)                              | 19. Jahrhundert                    | Ortsbildprägend von Bedeutung | 09301169 |
| Direkt Bild zu diesem Denkmal hochladen | Östliches Wohnstallhaus und westliche Scheune eines Vierseithofes sowie Steinbank vor dem Grundstück und Stein mit eingeritztem Kreuz in Mauerwerk des Gebäudes an der Straße sowie sämtliche vorhandenen Granit-Zaunspfosten der Grundstückseinfriedung | Döhlen 17 (Karte)                                    | Bezeichnet mit 1840                | Wohnstallhaus Obergeschoss Fachwerk verbrettert, bezeichnet mit 1840 im Türsturz, Scheune verbretterte Holzkonstruktion, baugeschichtlich und landschaftsprägend von Bedeutung, bis 2011 auch unter Nummer 18 in der Denkmalliste, dies gibt es laut ALK-Daten nicht | 09301167 |

## Großkunitz
| Bild                                    | Bezeichnung                                    | Lage                  | Datierung                 | Beschreibung | ID       |
| --------------------------------------- | ---------------------------------------------- | --------------------- | ------------------------- | --- | -------- |
| Direkt Bild zu diesem Denkmal hochladen | Scheune eines ehemaligen Zweiseithofes         | Großkunitz 8 (Karte)  | 19. Jahrhundert           | Bruchsteinbau mit Satteldach, baugeschichtlich und straßenbildprägend von Bedeutung. - Scheune: schräg zur Straßenseite (Giebel) an Wohnhaus angebaut, Bruchsteinmauerwerk, Satteldach mit zweifarbiger Schieferdeckung (rot/schwarz), rundbogiges Holztor, Wohnstallhaus (abgebrochen), Scheune steht parallel zur Straße, Bruchstein, massiv, unverputzt, mit Eckquaderung, segmentbogigem Holztor und Satteldach (neue Deckung, Kunstschiefer) - Wohnhaus (abgebrochen): Erdgeschoss relativ hoch, einfaches Türgewände, Winterfenster, teilweise Granitgewände, am Eingang fünf Steinstufen, erstes Obergeschoss zweifarbig verschiefert an der Vorderseite, Rückseite und Giebel Fachwerk mit Lehmausfachung, originale, kleine gesprosste Fenster, leicht nach innen gewölbtes Satteldach verschiefert | 09251978 |
| Direkt Bild zu diesem Denkmal hochladen | Wohnhaus eines Zweiseithofes                   | Großkunitz 10 (Karte) | 2. Hälfte 19. Jahrhundert | Ohne westlichen Scheunenanbau, Obergeschoss Fachwerk verbrettert, baugeschichtlich von Bedeutung, Wohnhausteil massives Erdgeschoss, Bruchstein, Satteldach, Scheunenanbau heute ausschließlich Wohnnutzung | 09301170 |
| Direkt Bild zu diesem Denkmal hochladen | Wohnhaus (Umgebinde) mit Scheune und Steinbank | Großkunitz 12 (Karte) | 1826                      | Wohnhaus Obergeschoss Fachwerk verbrettert, Scheune Fachwerk, baugeschichtlich und wirtschaftsgeschichtlich von Bedeutung, Umgebinde rechts 2/3/2 Joche, hölzerne geschnitzte Fenstergewände, hölzerne Fensterbretter, erstes Obergeschoss verbrettert, originale Fenstergrößen, flacher Krüppelwalm (andere Seite Satteldach) mit Preolitschiefer, Eingangsbereich leicht verändert, links ein großes Fenster, Fachwerkscheune: Lehmausfachung, Rückseite verschieferte Wand, Giebel verbrettert, Krüppelwalm, Wellblechdeckung, Steinbank mit profiliertem Untersatz | 09251979 |

## Jenkwitz
| Bild                                    | Bezeichnung                                                                                | Lage                                           | Datierung                      | Beschreibung | ID       |
| --------------------------------------- | ------------------------------------------------------------------------------------------ | ---------------------------------------------- | ------------------------------ | --- | -------- |
| Weitere Bilder                          | Denkmal für die Schlacht bei Bautzen und Denkmal für die Gefallenen des Ersten Weltkrieges | Am Monarchenhügel (Skala bei Jenkwitz) (Karte) | Bezeichnet mit 1813; nach 1918 | Geschichtlich und ortsgeschichtlich von Bedeutung. - Denkmal: Friedrich Wilhelm III. und Alexander I., 21. Mai 1813 - Kriegerdenkmal: Erster Weltkrieg | 09251973 |
| Direkt Bild zu diesem Denkmal hochladen | Ländliches Wohnhaus                                                                        | Am Monarchenhügel 14 (Karte)                   | Bezeichnet mit 1819            | Putzbau mit Krüppelwalmdach und Schwarzer Küche, baugeschichtlich von Bedeutung und Seltenheitswert. - Wohnhaus: Erdgeschoss und erstes Obergeschoss verputzt, originale kleine Fenster, große Granitgewände, einfaches Türgewände mit Datierung, leichter Krüppelwalm mit je zwei Fledermausgaupen, doppelte Biberschwanzdachdeckung, rückwärtiger Giebel im ersten Obergeschoss Fachwerk mit Lehmausfachung, auf Giebelseite im ersten Obergeschoss zwei Kanonenkugeln - Scheune teilweise verputzt, teilweise verbrettert, Satteldach (Preolitschindeln), Verbindungsgebäude zwischen Wohnhaus und Scheune aus Brettern (Preolitschindeln), 2007 Scheune und Verbindungsbau zum Wohnhaus abgerissen | 09251972 |
| Weitere Bilder                          | Gasthof                                                                                    | An der B6 29, 31 (Karte)                       | Um 1870/1890                   | Bruchsteinbau mit integriertem Saal, Drillingsfenstern im Giebel und Satteldach, baugeschichtlich und ortsgeschichtlich von Bedeutung; An der B6 31 abgerissen. Zweigeschossiges Gebäude mit steilem hohem Treppenaufgang in die zweite Etage zum Tanzsaal, Bruchsteinmauerwerk, Granitgewände, originale Eingangstür im Erdgeschoss mit acht Feldern, Fenster des Tanzsaales schmal, hoch und rundbogig, breites Satteldach mit einfacher Biberschwanzdeckung, davor eingeschossige Remise, Satteldach mit Schieferdeckung Satteldach mit Schieferdeckung, 2007 Remise abgebrochen. | 09251974 |
| Direkt Bild zu diesem Denkmal hochladen | Wegestein                                                                                  | bei An der B6 35 (Einmündung B6) (Karte)       | 19. Jahrhundert                | Verkehrsgeschichtlich von Bedeutung, schlanke Natursteinsäule mit abgefasten Kanten auf quadratischem Sockel, darüber überkragender Aufsatz mit pyramidalem Abschluss, dieser mit Beschriftung Baschütz, Auritz, Kubschütz mit entsprechenden Distanzangaben und Richtungsweisern | 09301171 |
| Direkt Bild zu diesem Denkmal hochladen | Wohnstallhaus                                                                              | Auenweg 10 (Karte)                             | Um 1790/1820                   | Obergeschoss Fachwerk verbrettert, baugeschichtlich von Bedeutung, Erdgeschoss verputzt (Fenstergewände überputzt), erstes Obergeschoss verbrettert, originale Fenster mit hölzerner Dreiecksbekrönung, Satteldach mit Dachpfannendeckung, Rückseite überputztes Fachwerk, sehr kleine Fenster, Originalzustand, korbbogenförmiges Portal (niedrig) mit Schlussstein, im Hausflur profilierte Deckenbalken, 2007 Verbretterung in desolatem Zustand | 09251970 |
| Direkt Bild zu diesem Denkmal hochladen | Wohnstallhaus, Scheune, Seitengebäude und Torbogen eines Vierseithofes                     | Auenweg 30 (Karte)                             | Bezeichnet mit 1866            | Baugeschichtlich und wirtschaftsgeschichtlich von Bedeutung. - großes Wohnstallgebäude: zweistöckig, Fenstergrößen erhalten, Satteldach mit einfacher Biberschwanzdachdeckung - große Scheune: mit rundbogigen Holztoren, originale Fenstergrößen, im Giebel schmal und rundbogig, Satteldach mit einfacher Biberschwanzdachdeckung, geschlossene Vorderfront, durch Zwischengebäude mit Torbogendurchfahrt (mit Schlussstein) | 09251971 |
|                                         | Bruchstein-Trockenmauer der Grundstückseinfriedung                                         | Mühlenweg (Flurstück 13) (Karte)               | 19. Jahrhundert                | Ortsbildprägend von Bedeutung | 09301172 |
|                                         | Wohnstallhaus                                                                              | Mühlenweg 2 (Karte)                            | Bezeichnet mit 1736            | Obergeschoss Fachwerk verbrettert, Korbbogenportal, baugeschichtlich von Bedeutung, Erdgeschoss verputzt, Mittelbetonung durch Korbbogenportal mit datiertem Schlussstein, Erdgeschoss sehr niedrig (originale Fenster), erstes Obergeschoss verbrettert, am Giebel verputzt, sehr kleine gesprosste Fenster mit hölzerner Dreiecksbekrönung, Giebel verbrettert, leicht nach innen gewölbtes Satteldach mit Preolitschindeln, zwei neue Schornsteine, rundbogige Brettertür zum Stall, bezeichnet im Schlussstein mit „1736 M.P.“ | 09251976 |

## Kreckwitz
| Bild                                    | Bezeichnung | Lage | Datierung                 | Beschreibung | ID       |
| --------------------------------------- | --- | --- | ------------------------- | --- | -------- |
|                                         | Mord- und Sühnekreuz | (etwa 300 m nördlich des nördlichen Ortsausgangs) (Karte)                                                  | 15.–17. Jahrhundert       | Steinkreuz mit eingeritztem langen Schwert, ortsgeschichtlich von Bedeutung. Der Überlieferung nach Aufstellung des etwa 1,10 m hohen Sühnekreuzes zum Gedenken an einen Kaplan, der an einem Weihnachtsabend am Fuße des Hügels von den Kreckwitzer Einwohnern erschlagen wurde. Hintergrund war wohl sein energischer Widerstand gegenüber dem Wunsch der Kreckwitzer Einwohner zum Wechsel zum lutherischen Glauben in der Reformationszeit. Die Kreckwitzer mussten als Sühne dieses Kreuz aufstellen. | 09304090 |
|                                         | Wegestein | (etwa 300 m nördlich des nördlichen Ortsausgangs) (Karte)                                                  | 19. Jahrhundert           | Verkehrsgeschichtlich von Bedeutung, Natursteinsäule mit Abfasungen am Schaft, Kopfstück mit flachpyramidalem Abschluss und leicht vertieften Schriftspiegeln in den Seitenflächen, darin Ortsangaben und Richtungsweiser | 09304091 |
| Weitere Bilder                          | Blücher-Denkmal; Gedenkstein | (auf den Kreckwitzer Höhen, etwa 500 m nördlich von Kreckwitz, auf dem sogenannten „Blücherhügel“) (Karte) | 1913                      | Unregelmäßiger Granit-Felsblock mit Inschrift „21. Mai 1813 – 1913“ und Eisernes Kreuz mit Eichenlaub und Jahreszahl 1813, auf den Kreckwitzer Höhen, welche die Franzosen unter Deveaux nach ruhmreicher Gegenwehr Blüchers am 21. Mai 1813 erstürmten, wurde der Gedenkstein zur Erinnerung an die Schlacht aufgestellt, zum 175. Jahrestag der Schlacht bei Bautzen am 21. Mai 1988 Instandsetzung des Denkmales abgeschlossen | 09304675 |
| Direkt Bild zu diesem Denkmal hochladen | Rittergut und Gutspark Kreckwitz (Sachgesamtheit) | Kreckwitz 1, 1b, 1d, 1e, 1f, 1g, 1h (Karte)                                                                | 1703/1813                 | Sachgesamtheit Rittergut Kreckwitz mit folgenden Einzeldenkmalen: Herrenhaus (Nr. 1, Flurstück 369/1) einschließlich vorgelagerter zweiläufiger Treppe und Mauer, rechtwinklig dazu stehendes Wirtschaftsgebäude (Nr. 1b, Flurstück 360) mit korbbogigem Türstock (Gesindewohnungen, Ställe, Scheune), weiteres Wirtschaftsgebäude (Nr. 1f, Flurstück 367, Ställe, Scheune) und Eiskeller im Park (Flurstück 369/1), der Gutspark (Flurstück 369/1, 370/4 – Gartendenkmal) und Lindenallee am hinteren Eingang des Parkterrains (Gartendenkmal) siehe Obj. 09251886 und 5 weiteren Wirtschaftsgebäuden als Sachgesamtheitsteile: zwei Gebäudeteile als Fortsetzung der Nr. 1b (Nr. 1d, Flurstück 361), Rest des ehemaligen Wohn-Wirtschaftsgebäudes, schon Teilabbruch (Nr. 1g, Flurstück 365), ehemaliges Wirtschaftsgebäude (ohne Nr., Flurstück 511), ursprüngliche Gesindehäuser, zusammenhängender Flügel (Nr. 1h und Nr. 1e, Flurstück 368/3), heute Nr. 1h Kegelbahn und Nr. 1e Wohnung sowie straßenbegleitende Bruchstein-Trockenmauer und Pfeiler eines Tores am Ende des Wirtschaftsweges und Findlingsplatz im Park; ortsgeschichtlich von Bedeutung [Störelemente: Anbau rechtwinklig an Nr. 1h und Feuerwehrschuppen]. Gartenhäuschen (2007 nicht im Park vorhanden, abgerissen?), bezeichnet mit 1703 oder 1793, über Korbbogenportal Inschrifttafel, Krüppelwalmdach mit einfacher Biberschwanzdachdeckung. | 09301174 |
| Direkt Bild zu diesem Denkmal hochladen | Herrenhaus (Nr. 1, Flurstück 369/1) einschließlich vorgelagerter zweiläufiger Treppe und Mauer (Einzeldenkmal zu ID-Nr. 09209731)                                               | Kreckwitz 1 (Karte)                                                                                        | Um 1760 bis 1813          | Einzeldenkmal der Sachgesamtheit Rittergut Kreckwitz; baugeschichtlich und ortsgeschichtlich von Bedeutung,stattlicher, Bau mit Mansarddach (Fledermausgaupen, einfache Biberschwanzdachdeckung), leichter Mittelrisalit, Korbbogenportal, symmetrische Fassadengestaltung, große geschwungene Freitreppe, Eingangshalle mit Kreuzgewölbe Stattlicher zweigeschossiger Barockbau, um 1760. Vor dem Korbbogenportal zweiläufige Freitreppe mit leicht vorschwingenden Freiwangen und Postamenten. Das Mansardwalmdach 1813 aufgesetzt. Kleines eingeschossiges Gartenhaus mit Krüppelwalmdach, bezeichnet 1793. Verschiedene Wirtschaftsgebäude, Mitte 19. Jahrhundert, eines mit zierlichem Dachreiter. | 09251886 |
| Direkt Bild zu diesem Denkmal hochladen | Rechtwinklig zum Herrenhaus stehendes Wirtschaftsgebäude (Nr. 1b, Flurstück 360) mit korbbogigem Türstock (Gesindewohnungen, Ställe, Scheune; Einzeldenkmal zu ID-Nr. 09209731) | Kreckwitz 1b (Karte)                                                                                       |                           | Einzeldenkmal der Sachgesamtheit Rittergut Kreckwitz; baugeschichtlich und ortsgeschichtlich von Bedeutung, zum Rittergut gehörende ehemalige Scheune (Gesindehaus mit Stall) mit Satteldach (einfache Biberschwanzdachdeckung), Naturstein, originale Blitzableiter, Holztürmchen, Granitfenstergewände, Fledermausgaupen, Eingangstür mit Korbbogenportal und Schlussstein | 09251886 |
| Direkt Bild zu diesem Denkmal hochladen | Wirtschaftsgebäude (Nr. 1f, Flurstück 367, Ställe, Scheune; Einzeldenkmal zu ID-Nr. 09209731)                                                                                   | Kreckwitz 1f (Karte)                                                                                       |                           | Einzeldenkmal der Sachgesamtheit Rittergut Kreckwitz; baugeschichtlich und ortsgeschichtlich von Bedeutung, zum Rittergut gehörende ehemalige Scheune (Gesindehaus mit Stall) mit Satteldach (einfache Biberschwanzdachdeckung), Naturstein, originale Blitzableiter, Holztürmchen, Granitfenstergewände, Fledermausgaupen, Eingangstür mit Korbbogenportal und Schlussstein | 09251886 |
| Direkt Bild zu diesem Denkmal hochladen | Eiskeller im Park (Einzeldenkmal zu ID-Nr. 09209731) | Kreckwitz 1 (Karte)                                                                                        | 2. Hälfte 18. Jahrhundert | Einzeldenkmal der Sachgesamtheit Rittergut Kreckwitz; baugeschichtlich und ortsgeschichtlich von Bedeutung | 09251886 |
| Direkt Bild zu diesem Denkmal hochladen | Wohnhaus (ehemals Umgebindehaus) mit Oberlaube | Kreckwitz 12 (Karte)                                                                                       | Um 1750                   | Obergeschoss Fachwerk, teils verputzt, Reste von Umgebinde, Zeugnis alter Holzbauweise, Gebäude überstand den Ortsbrand, baugeschichtlich und hausgeschichtlich von Bedeutung, Fenster originale Größe | 09253693 |
| Direkt Bild zu diesem Denkmal hochladen | Wohnstallhaus mit Oberlaube | Kreckwitz 25 (Karte)                                                                                       | Bezeichnet mit 1767       | Obergeschoss Fachwerk, geschlossene Oberlaube, Granittürstock, eines der ältesten Häuser im Ort, baugeschichtlich und hausgeschichtlich von Bedeutung, ruinös. Erdgeschoss verputzt, originale Fenstergrößen, erstes Obergeschoss hervorkragender Teil mit dreiriegeligem Fachwerk, Lehmausfachung, Satteldach am Giebel verbrettert, Dachpfannen. | 09252106 |

## Kumschütz
| Bild                                    | Bezeichnung | Lage                                     | Datierung                                                                                          | Beschreibung | ID       |
| --------------------------------------- | --- | ---------------------------------------- | -------------------------------------------------------------------------------------------------- | --- | -------- |
| Direkt Bild zu diesem Denkmal hochladen | Wohnstallhaus, Scheune und Seitengebäude eines Dreiseithofes sowie Granitpfeiler der Hofeinfahrten und Granittrog | Kumschütz 2 (Karte)                      | Im Türstock bezeichnet mit 1854                                                                    | Verputzte Bruchsteinbauten, baugeschichtlich und wirtschaftsgeschichtlich von Bedeutung, alle Gebäude massiv aus Feldstein, mit Drempel, Granitgewänden, verputzt, Wohnstallhaus Biberschwanz-Doppeldeckung, andere Gebäude einfache Biberschwanzdeckung, Scheune mit großer korbbogiger Toröffnung | 09251498 |
|                                         | Wegestein | bei Kumschütz 6 (am Ortseingang) (Karte) | 19. Jahrhundert                                                                                    | Verkehrsgeschichtlich von Bedeutung, monolithische Granitsäule mit quadratischem Querschnitt, Sockel und Kopfstück durch umlaufende Kerben vom Schaft abgeteilt, Schaft mit Abfasungen, Kopfstück mit pyramidalem Abschluss | 09251893 |
| Direkt Bild zu diesem Denkmal hochladen | Wohnstallhaus (Umgebinde) ohne massiven Anbau | Kumschütz 6b (Karte)                     | Um 1870                                                                                            | Ohne massiven Anbau, baugeschichtlich von Bedeutung, Erdgeschoss verputzt, erstes Obergeschoss Fachwerk, originale Fenster, Satteldach mit Schablonenschiefer, seitlich angebauter Stallteil, ehemals Umgebinde | 09251897 |
|                                         | Wohnstallhaus mit Oberlaube, Remisenanbau mit zwei großen Toren und Scheune im rechten Winkel, weiteres Wohnstallhaus in der Flucht der Scheune und südliches Wohnstallhaus sowie Granitzaunspfosten der Nutzgarteneinfriedung | Kumschütz 8 (Karte)                      | Bezeichnet mit 1753, um 1890, bezeichnet mit 1904 (Wohnstallhäuser); bezeichnet mit 1864 (Scheune) | Baugeschichtlich und wirtschaftsgeschichtlich von Bedeutung, Wohnstallhaus (bezeichnet mit 1753 im Türsturz), breites Umgebinde links 2/2/- Joche, Erdgeschoss verputzt, erstes Obergeschoss Fachwerk mit Lehmausfachung mit Kalk, originale Fenster mit hölzerner Bekrönung, Giebel mit Schiefermuster (verschiedene Größen), Satteldach mit Schieferdeckung, geschlossene Oberlaube, Remisenanbau mit zwei großen Toren, Scheune im rechten Winkel (bezeichnet 1864), originale Hofpflasterung, Steinbank, spätere originale Teile der Einfriedung, Wohnstallhaus in Verlängerung der Scheune massiv mit Granitgewänden, südliches Wohnstallhaus (bezeichnet 1904 in Wetterfahne), Granitzaunspfosten der Nutzgarteneinfriedung | 09251895 |
| Direkt Bild zu diesem Denkmal hochladen | Wegestein | bei Kumschütz 8 (Ortsmitte) (Karte)      | 19. Jahrhundert                                                                                    | Verkehrsgeschichtlich von Bedeutung, Granitsäule mit stark ausgeprägten Abfasungen am Schaft, Kopfstück darüber quadratischen Querschnitts und mit flachpyramidalem Abschluss, Schrift der Seitenflächen schwer erkennbar | 09251894 |

## Litten
| Bild                                    | Bezeichnung                                                                              | Lage             | Datierung                               | Beschreibung | ID       |
| --------------------------------------- | ---------------------------------------------------------------------------------------- | ---------------- | --------------------------------------- | --- | -------- |
| Direkt Bild zu diesem Denkmal hochladen | Vorwerk Litten; Gutshaus, östliche Scheune und zwei gemauerte Torpfeiler der Einfriedung | Litten 6 (Karte) | Um 1900 (Herrenhaus); um 1850 (Scheune) | Gutshaus Putzbau mit Eckturm, überdachtem Eingangsbereich und Walmdach, baugeschichtlich und wirtschaftsgeschichtlich von Bedeutung. Wohnhaus mit asymmetrischem Baukörper, zweigeschossig, mit erkerartigem Vorbau mit spitzem Türmchen (zur Straßenseite hin links), an Walmdach asymmetrisch aufgesetzter Dreiecksgiebel, Hofseite mit überdachtem Eingangs- und Treppenbereich, Grobputz der Jahrhundertwende. Scheune langer, schmaler Baukörper mit barockisierender Dachform, Teile der originalen Einfriedung, mit originalem Blitzableiter. | 09251138 |

## Neupurschwitz
| Bild | Bezeichnung                                                            | Lage                          | Datierung                                                    | Beschreibung | ID       |
| ---- | ---------------------------------------------------------------------- | ----------------------------- | ------------------------------------------------------------ | --- | -------- |
|      | Wegestein                                                              | (nahe Nr. 19) (Karte)         | 1. Hälfte 19. Jahrhundert                                    | Verkehrsgeschichtlich von Bedeutung, Natursteinstele mit quadratischem Querschnitt und flachem oberen Abschluss | 09302446 |
|      | Wohnhaus eines Dreiseithofes                                           | Neupurschwitz 6 (Karte)       | Um 1850/1870                                                 | Putzbau mit übergiebeltem Mittelrisalit und Drempel, baugeschichtlich von Bedeutung, Mittelrisalit und Dreiecksgiebel mit rundbogigen Fenstern und Okulus, Putzquaderung, Sims über erstem Obergeschoss, Mezzaningeschoss, Okulus im Giebel, Eingangshäuschen hofseitig, originale Hofpflasterung, Satteldach mit einfacher Biberschwanzdeckung      | 09251913 |
|      | Wegestein                                                              | Neupurschwitz 6 (bei) (Karte) | 19. Jahrhundert                                              | Verkehrsgeschichtlich von Bedeutung | 09251914 |
|      | Gasthof mit Seitengebäude, winkliger Scheune und Natursteineinfriedung | Neupurschwitz 8 (Karte)       | Bezeichnet mit 1802 (Gasthof); bezeichnet mit 1837 (Scheune) | Gasthof spätbarocker Putzbau mit Krüppelwalmdach und Fledermausgaupen, baugeschichtlich und ortsgeschichtlich von Bedeutung, Fassade verputzt, Putz teilweise abgeplatzt, Portal mit Schlussstein und Datierung, Krüppelwalm mit Fledermausgaupen und einfacher Biberschwanzdachdeckung, über Eck gebaute Stallungen mit barockisierenden Dachformen | 09251912 |

## Pielitz
| Bild                                    | Bezeichnung                                                                                             | Lage                           | Datierung                     | Beschreibung | ID       |
| --------------------------------------- | --- | ------------------------------ | ----------------------------- | --- | -------- |
| Weitere Bilder                          | Rittergut Pielitz (Sachgesamtheit)                                                                      | Pielitz 1a, 1b, 1c, 1d (Karte) | 1601/1860                     | Sachgesamtheit ehemaliges Rittergut Pielitz mit folgenden Einzeldenkmalen: Herrenhaus (Nr. 1b und 1d, Flurstück 295/5 und 295g), Einfriedungsmauer (Flurstück 295/6, 295g, 295k, 295i, 295/5 und 295h), quadratischer Trog und Erdbrunnen (Flurstück 295g) (siehe Obj. 09301177) sowie folgenden Sachgesamtheitsteilen: Scheune (ohne Nr., Flurstück 295/5), Seitengebäude (ohne Nr., Flurstück 295/5), Stallungen und Gesindewohnhaus (Nr. 1a, Flurstück 295h und 295i) und Scheune (Nr. 1c, Flurstück 295/2); baugeschichtlich, ortsgeschichtlich und wirtschaftsgeschichtlich von Bedeutung. Scheune mit hofseitig zwei großen Segmentbogentoren (ohne Nummer, Flurstück 295/5), eingeschossiges massives Seitengebäude mit Zwerchhaus, rechtwinklig zur Scheune stehend (ohne Nummer, Flurstück 295/5), Stallungen und Gesindewohnhaus, parallel zur Straße, in einer Flucht mit Scheune (Nummer 1a, Flurstück 295h und 295i) und Scheune, rechtwinklig zu Stall und Gesindewohnhaus, Bogenöffnungen vermauert und zum Teil hinterer Gebäudeteil schon verbaut durch neueren Vorbau, von hinterem Teil steht nur noch Fassade und Flachdach über der Garage (Nummer 1c, Flurstück 295/2). | 09251454 |
|                                         | Herrenhaus (Nr. 1b und 1d, Flurstück 295/5 und 295g; Einzeldenkmal zu ID-Nr. 09251454)                  | Pielitz 1b, 1d (Karte)         | Kern 17. Jahrhundert; um 1850 | Einzeldenkmal der Sachgesamtheit ehemaliges Rittergut Pielitz; Herrenhaus ruinös, mit vorgesetzter Freitreppe, ortsgeschichtlich und baugeschichtlich von Bedeutung, Bruchsteinmauerwerk, zweigeschossig, breitgelagerter Baukörper, Granitgewände von Fenstern und Türsturz (mit Schlussstein), alte Haustür, Granit-Freitreppe, Winterfenster zum Teil erhalten, Kreuzgratgewölbe (17. Jahrhundert) in ehemaliger Küche erhalten, Brunnenstube (bezeichnet mit 1688) nicht mehr erhalten, Im Obergeschoss Schrank aus der Entstehungsphase des Hauses | 09301177 |
|                                         | Einfriedungsmauer (Flurstück 295/6, 295g, 295k, 295i, 295/5 und 295h; Einzeldenkmal zu ID-Nr. 09251454) | Pielitz 1b, 1d (Karte)         |                               | Einzeldenkmal der Sachgesamtheit ehemaliges Rittergut Pielitz; ortsgeschichtlich und baugeschichtlich von Bedeutung | 09301177 |
| Direkt Bild zu diesem Denkmal hochladen | Quadratischer Trog und Erdbrunnen (Flurstück 295g; Einzeldenkmal zu ID-Nr. 09251454)                    | Pielitz 1b, 1d (Karte)         |                               | Einzeldenkmale der Sachgesamtheit ehemaliges Rittergut Pielitz; ortsgeschichtlich und baugeschichtlich von Bedeutung | 09301177 |
|                                         | Garteneinfriedungsmauer                                                                                 | Pielitz 16a (bei) (Karte)      | 2. Hälfte 19. Jahrhundert     | Bruchstein-Trockenmauer, ortsbildprägend von Bedeutung | 09301179 |

## Purschwitz
| Bild                                    | Bezeichnung | Lage                                            | Datierung | Beschreibung | ID       |
| --------------------------------------- | --- | ----------------------------------------------- | --- | --- | -------- |
|                                         | Denkmal für die Gefallenen des Ersten Weltkrieges | Purschwitz (Karte)                              | 1918/1919 | Ortshistorisch von Bedeutung, Stele auf Sockel, mit schmiedeeiserner Umzäunung, buschbewachsen | 09252179 |
|                                         | Rittergut und Gutspark Purschwitz (Sachgesamtheit) | Purschwitz 3, 4, 5a, 5b, 5c, 6, 7, 8, 9 (Karte) | 2. Hälfte 18. Jahrhundert (Nr. 4); um 1800 (Nr. 5a-c, 6, 7); um 1800 (Müllerwohnhaus); bezeichnet mit 1804 (Wappen); 1813 (Inschrifttafel) | Sachgesamtheit Rittergut Purschwitz mit folgenden Einzeldenkmalen: Herrenhaus [ohne Anbau] und Wirtschaftsgebäude (siehe Obj. 09251955), Gutspark (Gartendenkmal) sowie folgenden Sachgesamtheitsteilen: drei Wirtschaftsflügel mit den Nummern 4, 5 a/b/c, 6 und 7 sowie ehemalige Mühle Nr. 9 mit Wappen und Inschriftplatte (Inschrift „G. B. Herr Gott bewahre dieses Haus und all die gehen ein und aus“); baugeschichtlich und ortsgeschichtlich von Bedeutung. Drei Wirtschaftsgebäude: - Nummer 4: eingeschossiger, breitgelagerter Bruchsteinbau, Krüppelwalmdach, heute Wohnhaus, nach Sanierung sehr geglättet - Nummer 5 a-c: zweigeschossige Putzbauten, 5a mit Krüppelwalmdach, 5 b und c mit Satteldächern, heute Eigenheime, sehr geglättet - Nummer 6 und 7: breitgelagerte Bruchsteinbauten, verputzt, Krüppelwalmdächer - Mühle, Nummer 9: zweigeschossiges Gebäude mit Krüppelwalmdach, Mühlenwappen „G. B. Herr Gott bewahre dieses Haus und all die gehen ein und aus“ und Kanonenkugeln mit Inschriftplatte | 09300639 |
|                                         | Herrenhaus, ohne Anbau (Einzeldenkmal zu ID-Nr. 09300639) | Purschwitz 3 (Karte)                            | Kern um 1850 | Einzeldenkmal der Sachgesamtheit Rittergut Purschwitz; baugeschichtlich und ortsgeschichtlich von Bedeutung, zweigeschossiger Putzbau mit rundbogigem Portal, Dreiflügelanlage mit Turm als Mittelrisalit, mit baulichen Veränderungen des 20. Jahrhunderts, ohne Anbau. Ehemaliges Herrenhaus. Breitangelegter zweigeschossiger Putzbau mit Walmdach, Mitte 19. Jahrhundert, im 20. Jahrhundert verändert. Seitliche Pavillons mit überhöhtem Obergeschoss, die Mittelachse betont durch eingestellten rechteckigen Turm mit Rundbogenportal und Rundbogenfenster. An der Rückseite des Gebäudes Mittelrisalit. | 09251955 |
| Direkt Bild zu diesem Denkmal hochladen | Wirtschaftsgebäude (Einzeldenkmal zu ID-Nr. 09300639) | Purschwitz 8 (Karte)                            | Um 1800 | Einzeldenkmal der Sachgesamtheit Rittergut Purschwitz; baugeschichtlich und ortsgeschichtlich von Bedeutung, breitgelagerter eingeschossiger Putzbau mit hohem Krüppelwalmdach | 09251955 |
|                                         | Denkmal für die Schlacht bei Bautzen, mit Einfriedung | Purschwitz 9 (gegenüber) (Karte)                | 1913 (100 Jahre Schlacht bei Bautzen) | Ortshistorisch von Bedeutung. Steinkubus mit pyramidalem Aufsatz und Inschriftplatte, mit Kanonenkugeln und Eisernem Kreuz versehen. Einfriedung: schmiedeeiserner Zaun. Inschrift: „Zur Erinnerung an die schwere Zeit des 21. Mai 1813. Erbaut am 21. Mai 1913. Koalition und den Franzosen am 21. Mai 1813. Im Zuge der Befreiungskriege endete die Schlacht bei Bautzen mit dem Sieg der napoleonischen Truppen.“ | 09251954 |
| Weitere Bilder                          | Kirche und Kirchhof Purschwitz (Sachgesamtheit) | Purschwitz 10 (Karte)                           | Um 1590 | Sachgesamtheit Kirche und Kirchhof Purschwitz mit folgenden Einzeldenkmalen: Kirche, sechs Grabmale, zwei Grufthäuser (eines davon als Denkmal für die Gefallenen des Ersten und Zweiten Weltkrieges) sowie Einfriedung mit zwei Toranlagen (siehe Obj. 09251951) und dem Kirchhof als Sachgesamtheitsteil; baugeschichtlich und ortsgeschichtlich von Bedeutung | 09252165 |
| Weitere Bilder                          | Kirche (Einzeldenkmal zu ID-Nr. 09252165) | Purschwitz 10 (Karte)                           | 1584 (Kirche); 1859 (Orgel) | Einzeldenkmal der Sachgesamtheit Kirche und Kirchhof Purschwitz; in ortsbildprägender Lage, baugeschichtlich und ortsgeschichtlich von Bedeutung. Saalkirche mit umgebenden Emporen (geschlossen), einemporig, Kreuzaltar in schlichten Formen in klassizistischer Manier, Orgel von Kohl, Bautzen. Evangelische Pfarrkirche Purschwitz (Dorfstraße). Wohlproportionierte Saalkirche mit massivem Ostturm innerhalb eines ummauerten Kirchhofes mit Torbögen, 1719–22 durch Erweiterung eines älteren Baus entstanden, 1724 Errichtung des Turmes. Nach Brand Wiederaufbau 1814–16. Restaurierungen 1840, 1892, 1970 (außen), 1988–90 (außen), 1995 (innen). Schlichter Bau über fast quadratischem Grundriss, mit einfacher Putzgliederung und Krüppelwalmdach. Große Rundbogenfenster und verschiedene Eingangsvorbauten. Kräftiger quadratischer Turm mit Pyramidendach. Flach gedeckter Innenraum mit zweigeschossigen umlaufenden Holzemporen, geprägt durch weiß-grüne Farbgebung. Turmhalle mit Kreuzgratgewölbe. Eleganter, weiß gefasster Kanzelaltar, Anfang 19. Jahrhundert, mit seitlichen Pilastern und Schmuckgesims, verschiedene vergoldete Festons. Achteckiger, kelchförmiger Taufstein aus Marmor mit Profilierungen, bezeichnet mit 1886. Kohl-Orgel von 1859 mit klassizistischem Prospekt. Auf dem Friedhof zwei Grüfte, offener Säulenbau mit rückwärtiger Wand und Walmdach, 17. Jahrhundert, die andere Halle mit Giebeldach, Ende 19. Jahrhundert. An der Friedhofsmauer Grabmal des Christoph Schlencker († 1728), über einer mit sehr plastischem Rankenwerk umgebenden Schriftplatte halten zwei Engel mit bewegten Gewändern eine Krone über ein Kreuz. Grabmal des Johann Friedrich Petschke († 1764), über einem rankengerahmten Schriftfeld halten zwei Engel eine Krone, unten ein Geistlicher mit Kreuz, seine Rechte erfasst eine aus den Wolken gestreckte Hand, zu seinen Füßen Anker und Herz. | 09251951 |
|                                         | Sechs Grabmale (Einzeldenkmal zu ID-Nr. 09252165) | Purschwitz 10 (Karte)                           | 1701 (barockes Wandgrabmal); 1. Hälfte 18. Jahrhundert (barockes Wandgrabmal); 1764 (Grabmal eines Pfarrers)                               | Einzeldenkmale der Sachgesamtheit Kirche und Kirchhof Purschwitz. - Grabmal an der Rückseite des Wirtschaftsgebäudes Nummer 8: Wandgrab, Sandstein mit Kelch, Bibel und umschlingendes Tuch, Inschriftentafel mit zwei Rosetten, im unteren Bereich zum Teil stark verwittert - barockes Wandgrabmal an der Kirchenwand, 1701, - Segment-Zusammenstellung aus Unterbau eines Grabmals der 20er Jahre mit Relief einer kniender Frauenfigur und dem Aufsatz eines klassizistischen Grabmals - Wandgrab Anton David Moritz von Doering, gestorben 1865, Sandsteinplatte mit Inschrift und Wappen - Wandgrab Pfarrer Christoph Schlencker, Sandsteingrab mit Pflanzenornamenteinfassung und zwei kreuztragenden Engeln und Spruchband, auf Boden davor Platte mit Kelch und Inschrift - Wandgrab für einen Pfarrer, Inschrift stark verwittert, gestorben 1764, Kelch, Gesangbuch, oben zwei Krone tragende Engel und Spruchband, davor in den Boden eingelassene Granitplatte | 09251951 |
|                                         | Zwei Grufthäuser, eines davon als Denkmal für die Gefallenen des Ersten und Zweiten Weltkrieges (Einzeldenkmal zu ID-Nr. 09252165)                            | Purschwitz 10 (Karte)                           | | Einzeldenkmale der Sachgesamtheit Kirche und Kirchhof Purschwitz. - Grufthaus als Denkmal für die Gefallenen des Ersten und Zweiten Weltkrieges: offene Sandsteinhalle mit schmiedeeisernem Gitter, an der Wand Inschriftentafeln mit den Namen der Toten, Walmdach mit Biberschwänzen - Grufthaus: ebenfalls offene Halle aus Granit mit schmiedeeisernem Gitter, Granitkreuz an der Wand | 09251951 |
|                                         | Einfriedung mit zwei Toranlagen (Einzeldenkmal zu ID-Nr. 09252165)                                                                                            | Purschwitz 10 (Karte)                           | | Einzeldenkmal der Sachgesamtheit Kirche und Kirchhof Purschwitz, hohe verputzte Bruchsteinmauer mit zwei Eingangsportalen | 09251951 |
|                                         | Ehemalige Kirchschule und winkliges Wohnhaus | Purschwitz 11 (Karte)                           | 1826 (Schule); 1. Drittel 19. Jahrhundert (Wohnhaus)                                                                                       | Schule heute Wohnhaus, schlichter Putzbau mit Satteldach, winkliges Wohnhaus eingeschossiger Putzbau mit Krüppelwalmdach. - Schule: auf symmetrischem, langgezogenen, rechteckigen Grundriss, originales Türgewände, Tür von 1890 - Wohnhaus (Gemeindeschwesternstation): eingeschossiges Wohnhaus, Krüppelwalmdach, einfache Biberschwanzdachdeckung | 09251952 |
|                                         | Häuslerhaus und Scheune | Purschwitz 12 (Karte)                           | Um 1813 | Fachwerkscheune mit Kreuzstreben, Teil der alten Ortsstruktur, baugeschichtlich von Bedeutung. Häuslerhaus ums Eck gebaut, kleine Fenster. Fachwerkscheune: mit Andreaskreuzen. | 09251956 |
|                                         | Wohnhaus mit geschlossener Oberlaube und Seitengebäude eines Dreiseithofes                                                                                    | Purschwitz 31 (Karte)                           | Um 1820 | Seitengebäude Obergeschoss Fachwerk, baugeschichtlich von Bedeutung. - Wohnhaus: Oberlaube verputzt, Satteldach, einfache Biberschwanzdeckung - Stall: Fachwerk, mit Lehm ausgefacht | 09252177 |
| Weitere Bilder                          | Wohnhaus (Umgebinde) mit geschlossener Oberlaube und Wohnstallhaus eines ehemaligen Dreiseithofes                                                             | Purschwitz 36 (Karte)                           | Nach 1813 | Baugeschichtlich und wirtschaftsgeschichtlich von Bedeutung, Wohnhaus rechts 2/2/2? Joche Umgebinde, über Tür Oberlaube, verputzt, originale Fenster und -gewände, giebelseitig ornamental verschiefert, Satteldach, Dachpfannen. Ehemals denkmalgeschützte Scheune und Stallgebäude (beide mit offenen Oberlauben) zwischen 2016 und 2019 abgerissen. | 09252175 |
| Weitere Bilder                          | Nördliches Wohnhaus mit Oberlaube, östliche Scheune, südliches Seitengebäude mit Oberlaube und westliches Seitengebäude sowie Toreinfahrt eines Vierseithofes | Purschwitz 39, 39a (Karte)                      | Bezeichnet mit 1817 | Wohnhaus mit Fachwerk-Obergeschoss und Satteldach, Fachwerkscheune, baugeschichtlich und wirtschaftsgeschichtlich von Bedeutung. - Wohnhaus: Fachwerk mit Oberlaube, Satteldach, einfache Biberschwanzdeckung, originale Fenster und -gewände, giebelseitig verputzt - östliche Fachwerk-Scheune: Ziegelstein (späterer Anbau), Andreaskreuze - westliche Scheune gegenüber: einfache Biberschwanzdeckung, Satteldach - Seitengebäude (Gesindehaus): Fachwerk, mit Toreinfahrt, Bruchsteinmauerwerk, Oberlaube fast über gesamte Längsseite, Satteldach, Fachwerk mit Lehm ausgefacht, alte Tür- und Fenstergewände aus Granit | 09252174 |
|                                         | Wohnstallhaus (Umgebinde) mit seitlichem Anbau | Purschwitz 40 (Karte)                           | 1820/1850 | Obergeschoss Fachwerk, baugeschichtlich von Bedeutung, links 2/2/2 Joche, Fachwerk im ersten Obergeschoss, Pfannendeckung, Satteldach, seitlich späterer Anbau, zum Teil originale Fenster und -gewände, vermutlich unterkellert, mit Scheunen-/Stallanbau | 09252173 |
| Direkt Bild zu diesem Denkmal hochladen | Wohnstallhaus | Purschwitz 47 (Karte)                           | 1. Hälfte 18. Jahrhundert | Obergeschoss Fachwerk verbrettert, baugeschichtlich von Bedeutung, mit Satteldach, einfache Biberschwanzdachdeckung, mit seitlichem Anbau, originale Fenstergrößen, erstes Obergeschoss Fachwerk verkleidet, niedrige Deckenhöhe/Geschosshöhe | 09251957 |
|                                         | Granitportal | Purschwitz 55 (Karte)                           | Um 1820 | Relikt der ländlichen Bauweise, originale Gewände, mit Sandstein, seitlich kleine Voluten | 09252171 |
| Weitere Bilder                          | Pfarrhof mit Pfarrhaus, Seitengebäude und Scheune sowie Einfriedungsmauer                                                                                     | Purschwitz 84 (Karte)                           | Anfang 18. Jahrhundert (Pfarrhaus); 1718 (Seitengebäude); um 1850 (Pfarrscheune)                                                           | Straßenbildprägend und baugeschichtlich von Bedeutung, Pfarrhaus zweigeschossig, Krüppelwalmdach, Dachpfannen, innen mit Kreuz- und Tonnengewölbe, Ausgedingehaus und Stall zum Teil einfache Biberschwanzdachdeckung, ausgebaute Scheune, sehr schöne, Gehöft teilweise umschließende Einfriedungsmauer | 09251950 |

## Rabitz
| Bild | Bezeichnung       | Lage                                      | Datierung           | Beschreibung | ID       |
| ---- | ----------------- | ----------------------------------------- | ------------------- | --- | -------- |
|      | Spritzenhaus      | Auritzer Straße 11 (gegenüber) (Karte)    | Um 1870             | Gerätehäuschen der Feuerwehr, Putzbau mit korbbogiger Toreinfahrt, zweiflügligem, hölzernem Tor und seitlichem Lüftungskreuz, ortsgeschichtlich von Bedeutung, Putzgliederung, steiler Giebel, rundbogiges Holztor, seitlich kreuzförmiger Luftschacht | 09251355 |
|      | Feuerwehrhäuschen | Auritzer Straße 20 (am Dorfteich) (Karte) | Bezeichnet mit 1932 | Putzbau mit Satteldach, ortsgeschichtlich von Bedeutung, steiler Giebel, Holztor, mit Text „Gott zur Ehr, dem Nächsten zur Wehr“ | 09251354 |

## Rachlau
| Bild                                    | Bezeichnung                                                                            | Lage                                   | Datierung                                                    | Beschreibung | ID       |
| --------------------------------------- | -------------------------------------------------------------------------------------- | -------------------------------------- | ------------------------------------------------------------ | --- | -------- |
| Direkt Bild zu diesem Denkmal hochladen | Granitstein an der Brücke zur Mühle                                                    | (an der Brücke zur Mühle) (Karte)      | Bezeichnet mit 1851                                          | Ortshistorisch von Bedeutung, Gedenkstein mit Inschrift: PP 1851 | 09251961 |
|                                         | Wegesäule                                                                              | (am Abzweig nach Soritz) (Karte)       | 1. Hälfte 19. Jahrhundert                                    | Verkehrsgeschichtlich von Bedeutung | 09251936 |
| Direkt Bild zu diesem Denkmal hochladen | Wohnstallhaus mit Oberlaube                                                            | Rachlau 8 (Karte)                      | Bezeichnet mit 1832                                          | Obergeschoss Fachwerk, weitgehend original erhaltenes Zeugnis regionaltypischer Holzbauweise, baugeschichtlich von Bedeutung, Erdgeschoss verputzt, originale Fenstergrößen, erstes Obergeschoss teilweise verbrettert (grau), teilweise geschlossene Oberlaube, mit Fachwerk, originale Fenster, Verzierungen auf der Verbretterung unter den Fenstern und als Abschluss des ersten Obergeschosses, Korbbogenportal mit Schlussstein und Datierung, Satteldach mit Schieferdeckung, sehr hochgezogener Dachhecht mit kleinen Fenstern, darauf hölzerne Verzierungen, Giebel zweifarbig verschiefert, originale hölzerne rundbogige Tür, vierstufige originale Steintreppe                                                                                       | 09251962 |
| Direkt Bild zu diesem Denkmal hochladen | Wohnstallhaus mit Oberlaube und Granit-Durchsteckpfosten der ehemaligen Einfriedung    | Rachlau 9 (Karte)                      | Bezeichnet mit 1832                                          | Obergeschoss Fachwerk, Beispiel für die regionaltypische Holzbauweise, baugeschichtlich von Bedeutung, Erdgeschoss verputzt, originale kleine Winterfenster, erstes Obergeschoss Fachwerk (graublau) mit Lehmausfachung, sehr kleine Fenster, geschlossene Oberlaube, hervorragendes Dach, Portal nicht mehr vorhanden, moderne Eingangstür, darüber auf länglichem schmalen Stein Datierung „P M 1832“ | 09251963 |
|                                         | Schule                                                                                 | Rachlau 10a (Karte)                    | Bezeichnet mit 1828                                          | Heute Wohnhaus, Putzbau mit Korbbogenportal und Krüppelwalmdach, baugeschichtlich und ortsgeschichtlich von Bedeutung, einstöckig, originales Korbbogenportal mit Schlussstein (bezeichnet), Krüppelwalmdach mit Hechtgaupe und zwei Fledermausgaupen, keine originalen Fenster, einfache Biberschwanzdeckung | 09251958 |
| Weitere Bilder                          | Wohnmühlenhaus (Umgebinde) mit Mühlteich, Scheune, Einfriedung und Hofpflasterung      | Rachlau 12 (Karte)                     | Bezeichnet mit 1825 (Mühle); bezeichnet mit 1828 (Mühlteich) | Wohnmühlenhaus Obergeschoss Fachwerk verbrettert, Korbbogenportal, baugeschichtlich, technikgeschichtlich und ortsgeschichtlich von Bedeutung. - Großes zweistöckiges Wohnhaus: Erdgeschoss verputzt, originale Fenstergrößen, Umgebinde l 2/2/-, originale Fenster mit hölzerner Dreiecksbekrönung, Korbbogenportal mit Datierung und Mühlenwappen im Schlussstein, erstes Obergeschoss verbrettert, originale Fenster, Satteldach mit Schieferdeckung, Hofpflasterung - Scheune: zweistöckig, Bruchsteinmauerwerk, Holztore, Satteldach mit Schieferdeckung, ein Giebel verschiefert, originale Holzeinfriedung - im Stein am Mühlteich Datierung „1828 PP“ und Mühlenwappen                                                                                   | 09251960 |
|                                         | Wohnhaus eines Vierseithofes sowie Reste einer Stützmauer                              | Rachlau 13 (Karte)                     | 1. Hälfte 19. Jahrhundert                                    | Wohnhaus mit Oberlaube, Obergeschoss Fachwerk verschiefert, Teil der alten Ortsstruktur, baugeschichtlich von Bedeutung. - Wohnhaus: Erdgeschoss massiv, verputzt mit originalen Fenstergrößen, straßenseitig erstes Obergeschoss verschiefert, auf Rückseite Oberlaube (geschlossen), Satteldach, Giebel zweifarbig verschiefert - Toreinfahrt mit Stallteil: verbrettert, mit Fachwerk, Satteldach mit Schieferdeckung - Scheune: eingeschossig, verputzt, mit sehr kleinen Fenstern, Holztor, hohes Satteldach mit Schieferdeckung, kein ausreichender Denkmalwert festgestellt am 8. September 2014, Abbruchgenehmigung für Scheune und Seitengebäude am 27. August 2010 vom Landratsamt Bautzen erteilt, Seitengebäude abgebrochen und durch Neubau ersetzt | 09251931 |
|                                         | Denkmal für die Gefallen des Ersten Weltkrieges                                        | Rachlau 13 (bei) (Karte)               | Nach 1918                                                    | Ortshistorisch von Bedeutung; ehemals mit sorbischer Inschrift (heute unter der Gedenkplatte für die Gefallenen des Zweiten Weltkrieges verborgen) | 09251930 |
| Direkt Bild zu diesem Denkmal hochladen | Toreinfahrt mit Feldsteinmauer                                                         | Rachlau 19 (Karte)                     | 19. Jahrhundert                                              | Relikt der ländlichen Bauweise, straßenbildprägend von Bedeutung | 09253680 |
| Direkt Bild zu diesem Denkmal hochladen | Wohnstallhaus (Umgebinde) mit Oberlaube, Seitengebäude und Scheune eines Dreiseithofes | Rachlau 24 (Karte)                     | Bezeichnet mit 1826                                          | Wohnstallhaus Obergeschoss Fachwerk, sehr authentisch erhaltener Hof in regionaltypischer Holzbauweise, baugeschichtlich und hausgeschichtlich von Bedeutung. - Wohnstallhaus: Umgebinde rechts 2/2/2, originale Fenster im gesamten Haus, Erdgeschoss verputzt, Fenster mit ornamentaler Holzbekrönung, im ersten Obergeschoss hölzerner Dreiecksgiebel, Korbbogenportal mit Schlussstein, Oberlaube, Fachwerk im ersten Obergeschoss, seitlich des Wohnhauses Anbau - Seitengebäude: unter Verwendung originaler Bauteile Ausbau als Wohnhaus, originale Tür mit Granitportal - kleine eingeschossige Scheune: Fachwerk, großes Holztor, Satteldach ohne Deckung                                                                                               | 09251929 |
| Direkt Bild zu diesem Denkmal hochladen | Wohnhaus (ehemals Umgebinde)                                                           | Rachlau 27 (Karte)                     | Um 1700                                                      | Obergeschoss Fachwerk verputzt, womöglich ältestes Haus im Ort, Teil der alten Ortsstruktur, baugeschichtlich und hausgeschichtlich von Bedeutung, steiles Satteldach, Blockstube wahrscheinlich erhalten, Fenster originale Größe, sehr klein | 09253681 |
| Direkt Bild zu diesem Denkmal hochladen | Inschrift an Scheune                                                                   | Rachlau 30 (Karte)                     | Bezeichnet mit 1772                                          | Ortsgeschichtlich von Bedeutung, umrahmtes Schriftfeld, bezeichnet mit 1772 | 09251932 |
|                                         | Wohnstallhaus auf Hakengrundriss, Seitengebäude und Torbogen                           | Rachlau 36 (Karte)                     | 1. Hälfte 19. Jahrhundert                                    | Wohnstallhaus Obergeschoss Fachwerk verbrettert, baugeschichtlich von Bedeutung, prägt das Angerbild mit Wohnstallhaus auf Hakengrundriss, Krüppelwalmdach | 09252279 |
|                                         | Wohnstallhaus mit Oberlaube und Scheune                                                | Rachlau 39 (Karte)                     | 2. Hälfte 18. Jahrhundert                                    | Zeugnis ursprünglicher Holzbauweise, baugeschichtlich von Bedeutung. - Wohnstallhaus: Obergeschoss Fachwerk, mit Oberlaube, teils Dachüberstand - Scheune: Bruchstein-Ziegelmauerwerk, Holzverbretterung, Durchfahrt, Satteldach | 09253238 |
|                                         | Wohnstallhaus mit außerhalb liegendem Keller                                           | Rachlau 41 (Karte)                     | 1. Hälfte 19. Jahrhundert                                    | Obergeschoss Fachwerk verbrettert, Zeugnis für die regionaltypische Holzbauweise, Teil der alten Ortsstruktur, baugeschichtlich von Bedeutung. - Wohnstallhaus: Obergeschoss Fachwerk verbrettert, mit massivem Eingangsvorbau, Satteldach mit Pfalzziegeln, saniert - Keller hinter dem Haus: mittiger Eingang, rechts und links flankiert von kleinem liegenden Rechteckfenster | 09300654 |
|                                         | Steindeckerbrücke                                                                      | Rachlau 41 (gegenüber) (Karte)         | 19. Jahrhundert                                              | Bestehend aus sieben Deckern, Granit, Bestandteil der alten Ortsstruktur, baugeschichtlich von Bedeutung | 09300655 |
| Weitere Bilder                          | Czorneboh-Baude; Bergbaude und Aussichtsturm Czorneboh                                 | Rachlau 44 (auf dem Czorneboh) (Karte) | 1850 (Baude); bezeichnet mit 1927 (Aussichtsturm)            | Bau- und ortsgeschichtliche sowie landschaftsprägende Bedeutung. - Bergbaude: eingeschossiger Bruchsteinbau mit verbrettertem, ausgebautem Drempelgeschoss, Granitgewände mit verwinkeltem eingeschossigen Gaststättenanbau (dieser mit vorgeblendeter Holzkonstruktion in Art eines Umgebindes) und mit Biergarten - Aussichtsturm: viergeschossiger Haustein-Turm mit ehemals Zinnenkranz als oberem Abschluss mit kleinem Balkon, eingefasst mit schmiedeeisernem Gitter, Tür und einige Fenster mit rundbogigem Abschluss, über Turmeingangstür verwitterter Wappenstein, spätere Veränderungen (Wohntrakt und aufgesetzter verglaster Aussichtsbereich) | 09251530 |

## Rieschen
| Bild                                    | Bezeichnung | Lage                                                                 | Datierung | Beschreibung | ID       |
| --------------------------------------- | --- | -------------------------------------------------------------------- | --- | --- | -------- |
| Direkt Bild zu diesem Denkmal hochladen | Brunnenstube sowie Teich mit Steineinfassung                                                                           | Bergstraße (Flurstück 13) (Karte)                                    | 1866; vermutlich älter, 18. Jahrhundert                                                                            | Brunnenstube mit Eingangshaube aus starkem Granitmauerwerk, verschlossen mit einfacher Holzlattentür und Holzriegel, wissenschaftlich-dokumentarisches Zeugnis früherer Lebensart auf dem Lande, Seltenheitswert. Brunnenstube mitten im Ort gelegen, flankiert von Eiche und Kastanie am nördlichen Fuß des Mehlteuers. Eingang 160 cm hoch, 115 cm breit, elf Stufen Tiefe, Wasser steht bis zur oberen Stufe und läuft dann unterhalb der Tür in einen kleinen Graben ab. Unterer Fuß der Stube in stehenden Fels getrieben. Wände mit Bruchsteinen gemauert (Teil der Schöpfgrube in stehenden Granitstock eingemeißelt, Stube selbst mit Granitlesesteinen ausgemauert). Drei eiserne Beschläge. Wasserzufluss aus einer Quelle südlich der Stube ist sehr kräftig. In etwa 4 m Höhe sickert Wasser in gesamter Brunnenbreite (etwa 2 m) durch gemauerte Wand. Quelle noch heute sehr ergiebig. Im 19. und 20. Jahrhundert wurde Brunnenstube nicht nur als Wasserreservoir genutzt, sondern auch zur Kühlung von Milch und Butter, bis die Bauern und Häusler diese Produkte nach Bautzen zum Markt oder später in die Molkerei bringen konnten. Datierung im Stein bezeichnet vermutlich Erneuerung. Nordwestlich der Stube befindet sich ein kleiner Teich mit erhaltener Steineinfassung, zurzeit stark verwachsen. Antrag auf Unterschutzstellung von GV Kubschütz und Landratsamt Bautzen. | 09279084 |
| Direkt Bild zu diesem Denkmal hochladen | Wohnhaus mit Oberlaube, rechtwinklig dazu stehende Scheune, Stallgebäude und rechtwinklig angebauter Schuppenteil      | Bergstraße 4 (Karte)                                                 | 2. Hälfte 18. Jahrhundert (Bauernhaus); bezeichnet mit 1860 (Scheune); um 1850 (Seitengebäude); um 1850 (Schuppen) | Wohnhaus Obergeschoss Fachwerk verputzt, Scheune Bruchsteinmauerwerk mit Granitgewänden, Schuppen massiv, baugeschichtlich und wirtschaftsgeschichtlich von Bedeutung | 09301180 |
| Direkt Bild zu diesem Denkmal hochladen | Wohnhaus und Scheune                                                                                                   | Bergstraße 6 (Karte)                                                 | Anfang 19. Jahrhundert (Bauernhaus); bezeichnet mit 1787 (Scheune)                                                 | Wohnhaus Putzbau mit Krüppelwalmdach, Scheune Putzbau mit Lüftungsschlitzen, bezeichnet mit „A.B.1787“, baugeschichtlich und wirtschaftsgeschichtlich von Bedeutung | 09251507 |
| Direkt Bild zu diesem Denkmal hochladen | Nördliches Wohnhaus, zwei Scheunen im Winkel und Seitengebäude eines Vierseithofes sowie Bruchsteinmauer an der Straße | Bergstraße 8 (Karte)                                                 | 19. Jahrhundert | Wohnhaus Putzbau mit Krüppelwalmdach und Volutengiebel zur Hofseite, Seitengebäude und Scheune Bruchsteinbauten mit Satteldach, baugeschichtlich und wirtschaftsgeschichtlich von Bedeutung, Scheune (Bruchstein und Ziegelgewände), angebauter Scheune (heute Wohnhaus) und Wirtschaftsgebäude (Bruchsteinmauerwerk und Ziegelgewände) | 09251508 |
| Direkt Bild zu diesem Denkmal hochladen | Eisenbahnbrücke | Hauptstraße (gegenüber Ortslage Rieschen am Grabendurchgang) (Karte) | 19. Jahrhundert | Einbogig, Granit, eisenbahngeschichtlich von Bedeutung | 09301181 |

## Scheckwitz
| Bild                                    | Bezeichnung                                                    | Lage                                                                                           | Datierung                 | Beschreibung | ID       |
| --------------------------------------- | -------------------------------------------------------------- | ---------------------------------------------------------------------------------------------- | ------------------------- | --- | -------- |
| Direkt Bild zu diesem Denkmal hochladen | Wegestein                                                      | (Wegekreuzung Straßen nach Kubschütz, Soritz, Waditz nahe Zufahrt zu Scheckwitz Nr. 4) (Karte) | 19. Jahrhundert           | Verkehrsgeschichtlich von Bedeutung, sehr hohe Wegesäule (Granit), Schaft mit abgefasten Kanten (bereits mehrfach gebrochen) auf polygonalem Sockel, darüber vorkragender Aufsatz mit quadratischem Querschnitt und abgerundetem Abschluss, Beschriftung: Kubschütz, Soritz, Waditz, mit entsprechenden Distanzangaben und Richtungsweisern | 09301182 |
| Direkt Bild zu diesem Denkmal hochladen | Scheune sowie Reste der Einfriedung eines ehemaligen Gutshofes | Scheckwitz 1 (Karte)                                                                           | 1. Hälfte 19. Jahrhundert | Scheune Bruchsteinbau mit mittigem Holztor und Satteldach, baugeschichtlicher und ortsgeschichtlicher Wert und prägnanter Bestandteil des historischen, erhaltenen Ortsbildes. - Scheune: schöner massiver Bruchsteinbau mit annähernd symmetrischer Fassade zum Hof, mittiges hölzernes zweiflügeliges Tor mit weiterer kleiner Türöffnung, rechts und links flankiert von je einer Scheunen-Lüftungsöffnung mit Ziegelumrandung, zwei Fledermausgaupen im Satteldach, Biberschwanz-Kronendeckung, noch sichtbare Eckquaderung, Holztor auch mit Ziegeleinfassung, Fassade war ursprünglich wohl auch geputzt, davon nur desolate Reste erhalten, Einfriedung Bruchsteinmauer, in Poenickes Album der Rittergüter und Schlösser des Königreiches Sachsen 1840 als zum Gerichtsamt Budissin gehörige Dorfschaft mit Rittergut benannt, Unterschutzstellung auf Anregung und im Einvernehmen mit Landratsamt Bautzen - Herrenhaus: Massivbau (Bruchstein/Ziegel) verputzt, zwischen den Geschossen umlaufendes profiliertes Gesims, rechtsseitig vom Mittelrisalit nur geputztes und farbig abgesetztes Band als horizontale Betonung, Mittelrisalit mit Dreiecksgiebel mit zwei Rundbogenfenstern und rundem kleinen Fenster im Spitzgiebelbereich, Satteldach mit Biberschwanz-Kronendeckung, schmiedeeiserne Blitzableiter erhalten, etwa um 1910 Eingangsbereich verändert, unpassende Tür, Kunststeingewände, bei Erdgeschoss-Fenstern diese profiliert mit rechtsseitig alten Holzfenstern (profilierte Schlagleiste mit Kapitell), rechtsseitig einachsiger Anbau (siehe auch Dachnaht), aufgrund Veränderungsgrad als Denkmal gestrichen am 17. März 2016 | 09279086 |
| Direkt Bild zu diesem Denkmal hochladen | Wohnstallhaus mit Oberlaube                                    | Scheckwitz 2 (Karte)                                                                           | 2. Hälfte 18. Jahrhundert | Obergeschoss Fachwerk verbrettert, ältestes Gebäude im Ort, baugeschichtlich von Bedeutung, saniert, aber aufgrund seines Alters im Kern erhaltens- und schützenswert | 09253685 |
| Direkt Bild zu diesem Denkmal hochladen | Natursteinmauern der Hofanlage                                 | Scheckwitz 6 (Karte)                                                                           | Um 1860                   | Ortsbildprägende Bedeutung. Wohnstallhaus breites Umgebindehaus links 2/3/1, Umgebinde verputzt, erstes Obergeschoss verputzt, originale Fenster mit hölzerner Fensterbekrönung, breites Satteldach mit Schieferdeckung, Giebel verbrettert, kleine, über Eck gebaute Scheune, nach Brand des Gehöftes Neubau Einfamilienhaus und Garage geplant, nur originale Einfriedungsmauer des Grundstücks ist erhaltungswürdig. | 09251898 |

## Soculahora
| Bild                                    | Bezeichnung                                                                        | Lage                        | Datierung    | Beschreibung | ID       |
| --------------------------------------- | ---------------------------------------------------------------------------------- | --------------------------- | ------------ | --- | -------- |
| Direkt Bild zu diesem Denkmal hochladen | Granit-Türstock                                                                    | Am Freigut 10 (bei) (Karte) | Um 1800      | An einem Gebäude des ehemaligen Rittergutes, ohne Bezeichnung, baugeschichtlich von Bedeutung | 09301183 |
|                                         | Wohnstallhaus und Wohnhaus über winkligem Grundriss eines ehemaligen Vierseithofes | Jeßnitz 1 (Karte)           | Um 1820/1830 | Wohnstallhaus Putzbau mit Krüppelwalmdach, Dachhecht, Fledermausgaupen und Dachhäuschen mit Laterne, Wohnhaus Putzbau mit Mansarddach, baugeschichtlich und wirtschaftsgeschichtlich von Bedeutung. Stand bis 2008 unter Ortsteil „Jeßnitz“ in der Denkmalliste. - Wohnstallhaus: Krüppelwalm, Fledermausgaupe, Schleppgaupe, Giebel mit Turm - Wohnhaus: Mansarddach, reiche Dachlandschaft, Mittelkeller mit Gewölbe, Kellermauern älter als Wohnhaus, Grundmauern wahrscheinlich über 1000 Jahre alt, ehemaliger Besitz eines Bautzner Ratsherrn, kein Kirchenbesitz. | 09250213 |

## Soritz
| Bild                                    | Bezeichnung | Lage                                              | Datierung | Beschreibung | ID       |
| --------------------------------------- | --- | ------------------------------------------------- | --- | --- | -------- |
| Direkt Bild zu diesem Denkmal hochladen | Wegestein | bei Soritz 1b (an der Kreuzung im Garten) (Karte) | 19. Jahrhundert | Verkehrsgeschichtlich von Bedeutung, Natursteinsäule mit Abfasungen am Schaft und pyramidalem Abschluss | 09251902 |
|                                         | Bruchsteinmauer | Soritz 7 (Karte)                                  | 19. Jahrhundert | Feldseitige Grundstückseinfassung des Grundstückes Soritz Nummer 7, ortsbildprägend von Bedeutung | 09301186 |
| Direkt Bild zu diesem Denkmal hochladen | Wohnstallhaus mit Anbau im rechten Winkel und feldseitige Bruchsteinmauer | Soritz 11 (Karte)                                 | Um 1800 | Obergeschoss Fachwerk verputzt, überstehendes Obergeschoss Giebelseite, Zeugnis ursprünglicher ländlicher Holzbauweise, baugeschichtlich und ortsbildprägend von Bedeutung, Fenster geringfügig verändert, zum Teil Winterfenster | 09253683 |
| Direkt Bild zu diesem Denkmal hochladen | Wohnmühlenhaus und Scheune der ehemaligen Mühle | Soritz 12 (Karte)                                 | Im Sturz bezeichnet mit 1802.G.K.                                                                                                | Wohnmühlenhaus Obergeschoss Fachwerk verputzt, zwei Korbbogenportale mit Schlussstein, massive Bruchsteinscheune mit Drempel und Krüppelwalmdach, baugeschichtlich, ortsgeschichtlich und technikgeschichtlich von Bedeutung, Scheune mit zwei Korbbogenöffnungen | 09253684 |
| Direkt Bild zu diesem Denkmal hochladen | Ländliches Wohnhaus und Scheune | Soritz 15 (Karte)                                 | Wahrscheinlich 17. Jahrhundert (Scheune); 2. Hälfte 19. Jahrhundert (Wohnhaus)                                                   | Wohnhaus Bruchsteinbau mit Zwillingsfenster und Oculus im Giebel, Scheune mit Kreuzstrebenfachwerk und Langständer, baugeschichtlich und sozialgeschichtlich von Bedeutung, Scheune mit steilem Satteldach, Giebelseiten verbrettert, originale Wendesäulen, Seltenheitswert | 09253682 |
| Direkt Bild zu diesem Denkmal hochladen | Östliches Wohnstallhaus, nördliches Wohnhaus (Umgebinde) mit angebauter Scheune, straßenbegleitende Mauer des ehemaligen Seitengebäudes sowie Toreinfahrt und Einfriedungsmauer eines Bauernhofes | Soritz 24 (Karte)                                 | Um 1662 (Dendro); bezeichnet mit 1797 (Blockstube); bezeichnet mit 1862, Kern älter (Scheune); bezeichnet mit 1774 (Toreinfahrt) | Östliches Wohnstallhaus Fachwerk in Langständerbauweise, Wohnhaus Obergeschoss Fachwerk mit Lehmausfachung, das Wohnstallhaus gilt als einziger, nahezu vollständig erhaltener Langständerbau im Kreis Bautzen, baugeschichtlich, hausgeschichtlich und regionalgeschichtlich von Bedeutung, Seltenheitswert. - Wohnstallhaus (Fachwerk): Erdgeschoss Bruchstein, Fenster rechts der Tür mit Granitgewänden, links mit hölzernen Gewänden, erstes Obergeschoss teilweise verbrettert, teilweise Fachwerk mit Andreaskreuzen, Fenster verändert, Satteldach mit einfacher Biberschwanzdachdeckung, rückseitig später angebautes Wohnteil - gegenüber Stallgebäude (erstes Obergeschoss abgetragen), Bruchstein, Türstöcke aus Granit, ebenfalls Fenstergewände, eine rundbogige Einfahrt, innen gut erhaltene böhmische Kappe - weiteres Wohnstallhaus: Originalzustand, Erdgeschoss Bruchstein, Umgebinde links 2/-/2 original, erstes Obergeschoss Fachwerk, originale Fenstergewände, Lehmausfachung, Türstock niedrig mit Granitgewände, Satteldach mit einfacher Biberschwanzdeckung, seitlich angebaute hölzerne Scheune, Reste einer schwarzen Küche, große Toreinfahrt aus Bruchstein mit Rundbogen (überdacht) | 09251901 |
|                                         | Gasthof mit Wappenstein in der Fassade und Seitengebäude | Soritz 28, 28b (Karte)                            | Bezeichnet mit 1515 | Putzbauten mit Satteldächern, baugeschichtlich und ortsgeschichtlich von Bedeutung, Portal mit Schlussstein an großem Wohnhaus (ehemaliges Gasthaus von Rittergut in Soritz), darüber farbig gestaltetes Wappen, saniert, mit farbig abgesetzten Lisenen zur Eck- und Gasthofsbetonung, am Gasthof zwei originale schmiedeeiserne Blitzableiter erhalten | 09251903 |

## Waditz
| Bild                                    | Bezeichnung | Lage                                               | Datierung | Beschreibung | ID       |
| --------------------------------------- | --- | -------------------------------------------------- | --- | --- | -------- |
| Direkt Bild zu diesem Denkmal hochladen | Denkmalschutzgebiet Ortslage Waditz                                                                                         | (Ortslage Waditz) (Karte)                          | | Denkmalschutzgebiet Ortslage Waditz | 09300739 |
| Direkt Bild zu diesem Denkmal hochladen | Wegestein | (Flurstück 26/2) (Karte)                           | 1. Hälfte 19. Jahrhundert | Verkehrsgeschichtlich von Bedeutung, Natursteinsäule, vmtl. überwiegend eingegrabener Schaft mit abgefasten Kanten, darüber vorkragender Aufsatz mit pyramidalem Abschluss | 09302447 |
|                                         | Straßenbrücke mit Randbegrenzungen über eine Eisenbahnstrecke                                                               | (Ortsausgang in Richtung Canitz-Christina) (Karte) | Um 1890 | Technikgeschichtlich und landschaftsgestaltend von Bedeutung, Eisenbahnbrücke aus jeweils acht Betongußteilen bestehend, gepflastert, Randbegrenzungen aus Steinsäulen mit dreieckiger Metallschiene | 09251892 |
| Direkt Bild zu diesem Denkmal hochladen | Wohnstallhaus | Waditz 6 (Karte)                                   | Um 1820 | Obergeschoss Fachwerk, Teil der alten Ortsstruktur, baugeschichtlich und hausgeschichtlich von Bedeutung, zweigeschossig, zur Straßenseite verputztes Fachwerk, originale Fenstergrößen, zur Hofseite Fachwerk mit Lehmausfachung, Krüppelwalmdach mit doppelter Biberschwanzdachdeckung | 09251887 |
| Direkt Bild zu diesem Denkmal hochladen | Wohnstallhaus (Umgebinde), ehemals Ausgedinge                                                                               | Waditz 13 (Karte)                                  | Um 1790 | Zeugnis ländlicher, regionaltypischer Holzbauweise, baugeschichtlich und hausgeschichtlich von Bedeutung, Umgebinde links 2/2/- ausgeziegelt, erstes Obergeschoss Fachwerk mit gut erhaltener Lehmausfachung, originale sehr kleine Fenster mit hölzerner Fensterbekrönung, in der Hofseite neben Umgebinde leicht hervorkragender Baukörper, Satteldach mit einfacher Biberschwanzdachdeckung, hervorkragendes Dach | 09251889 |
| Direkt Bild zu diesem Denkmal hochladen | Wohnstallhaus (Umgebinde) mit Scheune, Brunnen und Hofpflasterung sowie Natursteinmauer der Einfriedung                     | Waditz 14 (Karte)                                  | 1716/1722, Dendro Noky/Matthes 2013, Fichte (Wohnstallhaus); nach 1721, Dendro Noky/Matthes 2013, Fichte (Wohnstallhaus); bezeichnet mit 1766 (am Backhaus); 1930 (Scheune)                         | Zeugnis ländlicher, regionaltypischer Holzbauweise mit straßenbildprägender Bedeutung, baugeschichtlich von Bedeutung. - Wohnstallhaus: Umgebinde rechts 2/2/2, Erdgeschoss Bruchstein, erstes Obergeschoss Fachwerk, teilweise Lehmausfachung, Fenster neu, aber original nachgearbeitet, Satteldach mit doppelter Biberschwanzdachdeckung, Türen original, Türstock Granit (bezeichnet mit 1853 „No14 K“), Blockstube ausgemauert (zum Teil aber noch originalen Blockbalken erhalten) - originaler Brunnen, Hof original gepflastert - Scheune (Werkstatt): großes Bruchsteingebäude, teilweise verputzt, mit Krüppelwalm, einfache Biberschwanzdachdeckung - Einfriedung Natursteinmauerzug entlang der Straße, fungiert gleichzeitig als Böschungsmauer des Grundstücks | 09251890 |
|                                         | Wohnstallhaus (Umgebinde rekonstruiert), Ausgedinge, Seitengebäude und Scheune sowie zwei Torsäulen des ehemaligen Lehnguts | Waditz 17, 17a (Karte)                             | 1660, Dendro Noky/Matthes 2002, Tanne (Wohnstallhaus); 1721+/-, Dendro 2002 (Stube) Noky/Matthes, Fichte; 1722/1723sk, Dendro 2013 (Stube) Noky/Matthes, Eiche; 1860 (Auszugshaus); um 1860 (Stall) | Typisches Beispiel Oberlausitzer Holzbauweise, baugeschichtlich von Bedeutung. - Wohnstallhaus: Erdgeschoss Bruchsteinmauerwerk und zweijochiges Umgebinde (erneuert) mit verputzter Blockstube, Obergeschoss fachwerksichtig (Andreaskreuze), originale Fenstergrößen mit hölzernen Verzierungen, hervorkragender Giebel, verbrettert, Satteldach mit doppelter Biberschwanzdachdeckung - Scheune: Bruchsteinmauerwerk, Granittürstock, Holztore (Latten), Satteldach mit Dachpfannen, unterkellert mit gotischem Keller | 09251891 |
| Direkt Bild zu diesem Denkmal hochladen | Wohnstallhaus eines Dreiseithofes, mit Steintrog                                                                            | Waditz 18a (Karte)                                 | Um 1850 | Obergeschoss Fachwerk, Teil der alten Ortsstruktur mit ortsbildprägendem Charakter, baugeschichtlich von Bedeutung, verputztes Fachwerk, originale Fenster, Satteldach mit einfacher Biberschwanzdachdeckung, original zweifarbig verschieferter Giebel, laut ALK-Daten besitzt dieses Gebäude die Hausnummer 18a, wurde ursprünglich unter Nummer 18 erfasst | 09251888 |

## Weißig
| Bild | Bezeichnung                            | Lage                          | Datierung       | Beschreibung | ID       |
| ---- | -------------------------------------- | ----------------------------- | --------------- | --- | -------- |
|      | Wegestein                              | Weißig (Flurstück 52) (Karte) | 19. Jahrhundert | Verkehrsgeschichtlich von Bedeutung, Säule (Granit) mit flachpyramidalem Abschluss, Beschriftung Rechlau, Weissig, Rieschen mit entsprechenden Distanzangaben und Richtungsweisern | 09301188 |
|      | Zwei Wohnstallhäuser im rechten Winkel | Weißig 7 (Karte)              | Um 1790         | Gebäude Bestandteile eines ehemaligen Dreiseithofs, ein Wohnstallhaus mit hölzernem Eingangsvorbau und Treppenaufgang und Dachhecht, das zweite Wohnstallhaus mit Fachwerk im Obergeschoss, baugeschichtlich und sozialgeschichtlich von Bedeutung eingeschossiges, massives Wohnstallhaus mit Hechtgaupe, Fachwerk-Wohnstallhaus in sehr desolatem Bauzustand | 09251928 |

## Streichungen von der Denkmalliste

### Streichungen von der Denkmalliste (Baschütz)
| Bild                                    | Bezeichnung                                             | Lage                   | Datierung           | Beschreibung | ID       |
| --------------------------------------- | ------------------------------------------------------- | ---------------------- | ------------------- | --- | -------- |
| Direkt Bild zu diesem Denkmal hochladen | Grundschule Baschütz; Schulgebäude (ohne neueren Anbau) | Hauptstraße 55 (Karte) | Bezeichnet mit 1897 | Ohne neueren Anbau, Putzbau mit übergiebeltem Mittelrisalit, baugeschichtlich und ortsgeschichtlich von Bedeutung, zweistöckig, darüber Dreiecksgiebel, im Erdgeschoss doppelte Bogenfenster, Rückseite gestaffelter Baukörper, Krüppelwalm mit einfacher Biberschwanzdeckung, im Erdgeschoss hoher Natursteinsockel, an der Giebelseite Gesims über Erdgeschoss, darüber als Abschluss roter Klinker. Zwischen 2017 und 2024 aus der Denkmalliste gestrichen. | 09251248 |

### Streichungen von der Denkmalliste (Döhlen)
| Bild                                    | Bezeichnung | Lage                   | Datierung       | Beschreibung | ID       |
| --------------------------------------- | --- | ---------------------- | --------------- | --- | -------- |
|                                         | Wohnstallhaus, Scheune und Seitengebäude eines Dreiseithofes sowie Reste der alten Einfriedung und Granitpfosten der Hofeinfahrt | Döhlen 6 (Karte)       | Um 1820         | Wohnstallhaus Obergeschoss Fachwerk mit Andreaskreuzen, Erdgeschoss mit Blockstube mit 2 profilierten Ecksäulen, weitgehend original, baugeschichtlich und ortsgeschichtlich von Bedeutung; nach 2014 von der Denkmalliste gestrichen | 09251966 |
| Direkt Bild zu diesem Denkmal hochladen | Steindeckerbrücke | Döhlen 8 (bei) (Karte) | 19. Jahrhundert | Baugeschichtlich von Bedeutung. 2015 abgerissen und durch Neubau ersetzt. | 09301166 |

### Streichungen von der Denkmalliste (Kreckwitz)
| Bild                                    | Bezeichnung                                             | Lage                             | Datierung | Beschreibung | ID       |
| --------------------------------------- | ------------------------------------------------------- | -------------------------------- | --------- | --- | -------- |
| Direkt Bild zu diesem Denkmal hochladen | Wohnhaus                                                | Kreckwitz 19 (gegenüber) (Karte) | 1820/1850 | Obergeschoss Fachwerk, giebelständig zur Straße stehend, baugeschichtlich von Bedeutung, Erdgeschoss niedrig, Bruchsteine verputzt, erstes Obergeschoss völlig verbrettert, kleine originale Fenster mit hölzerner Umrahmung, Giebel verbrettert, flaches Satteldach mit Wellblechdeckung, sehr niedrige Tür, Abbruchgenehmigung vom 24. November 2016 (Untere Denkmalschutzbehörde Görlitz). Zwischen 2016 und 2019 abgerissen. | 09252109 |
| Direkt Bild zu diesem Denkmal hochladen | Wohnhaus, Seitengebäude und Scheune eines Dreiseithofes | Kreckwitz 28a (Karte)            | 1850/1870 | Wohnhaus Obergeschoss Fachwerk, baugeschichtlich und sozialgeschichtlich von Bedeutung. - Wohnhaus: über Eck gebaut, im Erdgeschoss ocker verputzt, niedrige Eingangstür fast mittig, originale Fenster mit weiß gekalkten Gewänden, erstes Obergeschoss Fachwerk, gut erhaltene Lehmausfachung, originale Fenster mit hölzernen Dreiecksgiebeln, Giebelseite im Erdgeschoss und ersten Obergeschoss verputzt, Giebel verbrettert, Satteldach mit einfacher Biberschwanzdeckung (auch bei Stall und Scheune) - Stall: eingeschossig, klein - Scheune: zweigeschossig, Bruchstein, teilweise verputzt oder mit Ziegeln ausgebessert, hölzerne Tore und Türen, schmaler Baukörper Zwischen 2016 und 2020 abgerissen. | 09252108 |

### Streichungen von der Denkmalliste (Kubschütz)
| Bild                                    | Bezeichnung                                  | Lage                      | Datierung                                    | Beschreibung                                                            | ID       |
| --------------------------------------- | -------------------------------------------- | ------------------------- | -------------------------------------------- | ----------------------------------------------------------------------- | -------- |
| Direkt Bild zu diesem Denkmal hochladen | Sachgesamtheit Friedhof mit Friedhofskapelle | Baschützer Straße (Karte) | 1. Hälfte 20. Jahrhundert (Friedhofskapelle) | Ortshistorisch von Bedeutung; nach 2014 von der Denkmalliste gestrichen | 09251444 |

### Streichungen von der Denkmalliste (Scheckwitz)
| Bild                                    | Bezeichnung                                 | Lage                 | Datierung                                | Beschreibung | ID       |
| --------------------------------------- | ------------------------------------------- | -------------------- | ---------------------------------------- | --- | -------- |
| Direkt Bild zu diesem Denkmal hochladen | Häuslerei (Umgebinde) mit hofseitigem Anbau | Scheckwitz 7 (Karte) | 1. Hälfte 19. Jahrhundert, im Kern älter | Ehemalige Dorfgaststätte, massives Wohnstallhaus mit in Ziegelmauerwerk ausgesetzter Umgebindestube (Holzbalkendecke noch erhalten), ortsbildprägend und baugeschichtlich von Bedeutung; zwischen 2008 und 2014 abgerissen. Aufgrund verschiedener Baunähte ist das Wohnstallhaus hinsichtlich seiner Entstehungszeit schwer einzuordnen: teilweise Massivbau aus Bruchstein, Granitgewände, Blockstube mit Ziegeln ausgesetzt, Eckquaderung (Granit), zum Teil auch Kunststeingewände, verputzte Fassade, alte Haustür, zum Teil alte Fenster, giebelseitig mit Wintervorsatzfenstern, Unterkellerung, Satteldach. | 09279085 |

### Streichungen von der Denkmalliste (Purschwitz)
| Bild                                    | Bezeichnung                 | Lage                  | Datierung | Beschreibung | ID       |
| --------------------------------------- | --------------------------- | --------------------- | --------- | --- | -------- |
| Direkt Bild zu diesem Denkmal hochladen | Wohnstallhaus mit Oberlaube | Purschwitz 51 (Karte) | Um 1850   | Obergeschoss Fachwerk, baugeschichtlich von Bedeutung; vor 2008 abgerissen. Fachwerk rückseitig im Obergeschoss überputzt, Oberlaube leicht verziert, teilweise mit Frackdach, Satteldach, einfache Biberschwanzdeckung. | 09252172 |

### Streichungen von der Denkmalliste (Rachlau)
| Bild                                    | Bezeichnung                                                               | Lage | Datierung           | Beschreibung                                                                   | ID       |
| --------------------------------------- | ------------------------------------------------------------------------- | ---- | ------------------- | ------------------------------------------------------------------------------ | -------- |
| Direkt Bild zu diesem Denkmal hochladen | Sämtliche Stützmauern aus Bruchsteinmauerwerk, zum Teil als Einfriedungen |      | Bezeichnet mit 1903 | Landschaftsgestaltend von Bedeutung; nach 2014 von der Denkmalliste gestrichen | 09251211 |

### Streichungen von der Denkmalliste (Soritz)
| Bild                                    | Bezeichnung      | Lage                          | Datierung       | Beschreibung | ID       |
| --------------------------------------- | ---------------- | ----------------------------- | --------------- | --- | -------- |
| Direkt Bild zu diesem Denkmal hochladen | Bruchsteinmauern | Soritz 24 (gegenüber) (Karte) | 19. Jahrhundert | Verbliebenes Erdgeschoss-Mauerwerk der abgebrochenen Gebäude gegenüber Nr. 24, ortsbildprägend von Bedeutung; nach 2014 von der Denkmalliste gestrichen | 09301187 |

## Tabellenlegende
- Bild: Bild des Kulturdenkmals, ggf. zusätzlich mit einem Link zu weiteren Fotos des Kulturdenkmals im Medienarchiv Wikimedia Commons. Wenn man auf das Kamerasymbol klickt, können Fotos zu Kulturdenkmalen aus dieser Liste hochgeladen werden:
- Bezeichnung: Denkmalgeschützte Objekte und ggf. Bauwerksname des Kulturdenkmals
- Lage: Straßenname und Hausnummer oder Flurstücknummer des Kulturdenkmals. Die Grundsortierung der Liste erfolgt nach dieser Adresse. Der Link (Karte) führt zu verschiedenen Kartendiensten mit der Position des Kulturdenkmals. Fehlt dieser Link, wurden die Koordinaten noch nicht eingetragen. Sind diese bekannt, können sie über ein Tool mit einer Kartenansicht einfach nachgetragen werden. In dieser Kartenansicht sind Kulturdenkmale ohne Koordinaten mit einem roten bzw. orangen Marker dargestellt und können durch Verschieben auf die richtige Position in der Karte mit Koordinaten versehen werden. Kulturdenkmale ohne Bild sind an einem blauen bzw. roten Marker erkennbar.
- Datierung: Baubeginn, Fertigstellung, Datum der Erstnennung oder grobe zeitliche Einordnung entsprechend des Eintrags in der sächsischen Denkmaldatenbank
- Beschreibung: Kurzcharakteristik des Kulturdenkmals entsprechend des Eintrags in der sächsischen Denkmaldatenbank, ggf. ergänzt durch die dort nur selten veröffentlichten Erfassungstexte oder zusätzliche Informationen
- ID: Vom Landesamt für Denkmalpflege Sachsen vergebene, das Kulturdenkmal eindeutig identifizierende Objekt-Nummer. Der Link führt zum PDF-Denkmaldokument des Landesamtes für Denkmalpflege Sachsen. Bei ehemaligen Kulturdenkmalen können die Objektnummern unbekannt sein und deshalb fehlen bzw. die Links von aus der Datenbank entfernten Objektnummern ins Leere führen. Ein ggf. vorhandenes Icon  führt zu den Angaben des Kulturdenkmals bei Wikidata.